# Forces Aèries de l'Exèrcit dels Estats Units
Les Forces Aèries de l'Exèrcit dels Estats Units (anglès: United States Army Air Forces – USAAF) van ser l'arma aèria militar dels Estats Units durant i immediatament després de la Segona Guerra Mundial, i el predecessor directe de l'actual Força Aèria dels Estats Units.
La AAF era el component de l'Exèrcit dels Estats Units, que el 1942 va ser dividit funcionalment mitjançant un ordre executiva en 3 forces autònomes: les Forces Terrestres de l'Exèrcit, els Serveis de Subministrament (que el 1943 es convertiria en les Forces de Servei de l'Exèrcit), i la AAF. Cadascun d'aquests forces tenia un comandant general que reportava directament al Cap de l'Estat Major de l'Exèrcit dels Estats Units. L'AAF controlava totes les parts de les l'aviació militar, abans distribuïda entre el Cos Aeri, el Quarter General de la Força Aèria i els comandants d'àrea de cos de forces terrestres, convertint-se en la primera organització aèria de l'Exèrcit dels Estats Units que controlava les seves pròpies instal·lacions.
En el seu màxim moment la USAAF va tenir 2,4 milions de persones en servei i prop de 80.000 avions el 1944, i 783 bases als Estats Units al desembre de 1943. El Dia VE tenia 1,25 milions d'homes destinats a ultramar i operava des de més de 1.600 aeròdroms arreu del món.
El Cos Aeri esdevingueren les Forces Aèries de l'Exèrcit al juny de 1941 per donar a l'arma aèria una autonomia major per tal d'expandir-se de manera més eficient, i per donar una estructura pel comandament addicional requerida per a una força que s'incrementaria enormement. Tot i que altres països ja tenien forces aèries separades independents de l'exèrcit o de la marina (com la Royal Air Force britànica o la Luftwaffe alemanya, la USAAF va seguir com a part de l'Exèrcit dels Estats Units fins a la creació de la Força Aèria dels Estats Units al setembre de 1947.

## Llinatge de la Força Aèria dels Estats Units
- Aeronautical Division, Signal Corps 1 d'agost de 1907–18 de juliol de 1914
- Secció d'Aviació, Cos de Senyals dels Estats Units 18 de juliol de 1914–20 de maig de 1918
- Divisió d'Aeronàutica Militar 20 de maig de 1918–24 de maig de 1918
- Servei Aeri de l'Exèrcit dels Estats Units 24 de maig de 1918–2 de juliol de 1926
- Cos Aeri de l'Exèrcit dels Estats Units 2 de juliol de 1926–20 de juny de 1941*
- Força Aèria de l'Exèrcit dels Estats Units 20 de juny de 1941–18 de setembre de 1947**
- Força Aèria dels Estats Units 18 de setembre de 1947–present

* El Cos Aeri esdevingué un element subordinat de les Forces Aeris de l'Exèrcit el 20 de junt de 1941, i va ser abolit com a organització administrativa el 9 de març de 1942. Continuà existint com a arma de combat de l'Exèrcit (similar a la infanteria, l'artilleria o les unitats cuirassades) fins que s'abolí fins a les previsions de reorganització de l'Acta de Seguretat Nacional de 1947, del 26 de juliol de 1947.
**Les Forces Aèries de l'Exèrcit van abolir-se per l'Orde de Transferència 1 de l'Oficina del Secretari de Defensa, del 26 de setembre de 1947, implementant les mateixes previsions. Aquesta va ser la primera dels 200 acords de traspàs Exèrcit-Força Aèria realitzats entre juny i juliol de 1947, que ordenaven el traspàs de tot el personal civil i militar de les Forces Aèries de l'Exèrcit al Departament de la Força Aèria i a la USAF.

## Creació de les Forces Aèries de l'Exèrcit

### Problemes de la unitat de comandament al Cos Aeri
Les arrels de la AAF augmentaren a la formulació de teories sobre el bombardeig estratègic a l'Acadèmia Tàctica del Cos Aeri que donà nou impuls als arguments per a una força aèria independent. Malgrat una sensació de resistència i fins i tot d'obstaculització per part de l'Estat Major General del Departament de Guerra (WDGS), molt del qual va ser atribuït a la manca de fons, el Cos Aeri va fer grans passes a la dècada de 1930, tant en doctrina com d'organització. Començà a emergir una estratègia basada en el bombardeig de precisió d'objectius industrials mitjançant bombarders de llarg abast molt armats, formulada pels que serien els seus futurs líders.
Al març de 1935 es donà un gran pas cap a una força aèria separada quan el comandament de totes les unitats aèries de combat a l'interior dels Estats Units continentals va centralitzar-se sota un únic quarter general anomenat "Quarter General de la Força Aèria". Des de 1920 el control de les unitats d'aviació residia sobre els comandants dels cossos d'àrees (un nivell administratiu de les forces terrestres en temps de pau), seguint el model establert pel General John Pershing durant la I Guerra Mundial. El 1924 el WDFS planejà l'activació per a temps de guerra d'un Quarter General de l'Exèrcit (GHQ), semblant al model de les Forces Expedicionàries Americanes de la I Guerra Mundial, amb un GHQ de la Força Aèria com un component subordinat. Ambdós van ser creats el 1933 quan la guerra amb Cuba semblava possible després d'un cop, però no va ser activat.
L'activació del GHQ de la Força Aèria representà un compromís entre els defensors d'un poder aeri estratègic i els comandants de les forces de terra que demanaven que la missió del Cos Aeri havia d'estar lligat al de les forces terrestres. Els defensors del poder aeri aconseguiren un control centralitzat de les unitats aeris sota un comandant aeri, mentre que la WDGS dividí l'autoritat dins del servei aeri i assegurà una política de continuïtat de suport de les operacions terrestres com a paper primari de l'arma aeri. El GHQ de la Força Aèria organitzà grups de combat administrativament en una força d'atac de 3 ales desplegades a les costes de l'Atlàntic, del Pacífic i del Golf de Mèxic. El 1940 es realitzà una divisió de la defensa aèria dels Estats Units en quatre districtes geogràfics que comportà la fundació de les subseqüents forces aèries numerades quan, al novembre, el GHQ de l'Exèrcit va ser activat i va obtenir tot el control del GHQ de la Força Aèria. El Cap de l'Estat Major de l'Exèrcit George C. Marshall demanà un estudi de reorganització del Cps Aeri i, el 5 d'octubre de 1940, el Cap del Cos Aeri Maj. Gen. Henry H. Arnold llançà una proposta per a la creació d'un estat major aeri, unificant l'arma aèria sota un comandant únic i donant-li autonomia amb la terra i les forces de subministrament, però va ser oposat immediatament per l'Estat Major Grall en tots els respectes.
El GHQ de la Força Aèria era petit en comparació a les forces aèries europees. Les línies d'autoritat eren, com a mínim, difícils, car el GHQ de la Força Aèria controlava només operacions de les seves unitats de combat mentre que el Cos Aeri encara era responsable de la doctrina, l'adquisició d'avions i l'entrenament. Els comandants de cos d'àrea continuaren controlant tots els aeròdroms i el personal de suport allà destinat. Els comandants del GHQ de la Força Aèria i del Cos Aeri, els Major Generals Frank Andrews i Oscar Westover, respectivament, sobre la direcció en la que l'arma aèria prenia, exacerbant les seves dificultats.

### Creació

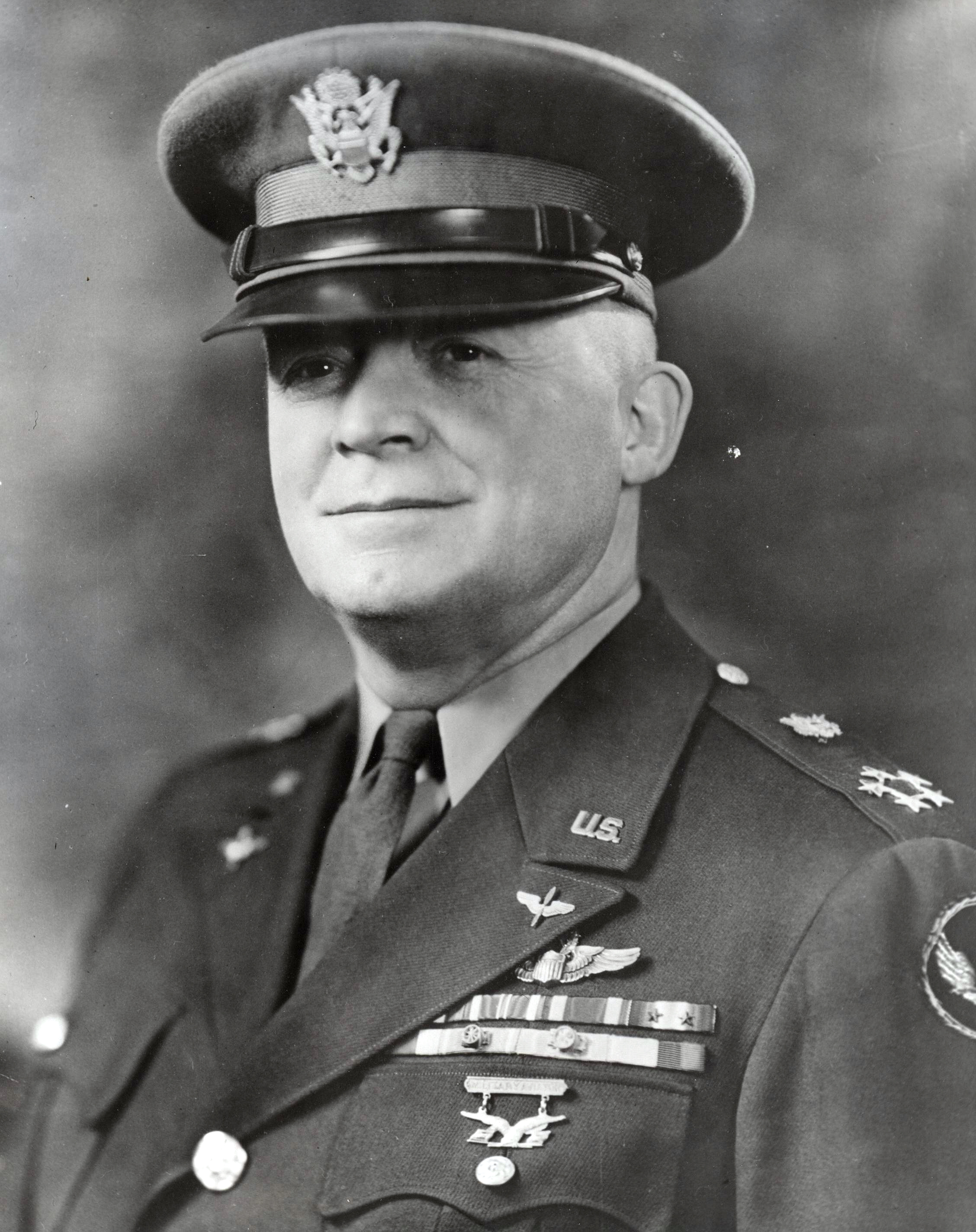
El General de l'Exèrcit Henry Arnold

La possibilitat de la participació dels Estats Units a la Segona Guerra Mundial comportà la reorganització més radical de la branca aèria de tota la seva història, desenvolupant una estructura que unificà el comandament de tots els elements aeris i li donà una autonomia absoluta al març de 1942.
A la primavera de 1941 l'èxit d'un control centralitzat de les operacions aèries a Europa havia deixat clar que la dicotomia de l'autoritat de les forces aèries americanes, considerat com una "autoritat aèria amb cap d"hidra" per un congressista, havia causat una mancança de canals clars de comandament. Una lluita amb el WDGS sobre el control de la defensa aèria dels Estats Units havia estat guanyada pels aeròdroms i concedida a quatre unitats de comandament anomenades "forces aèries numerades", però el conflicte burocràtic amenaçava en renovar la lluita dormida per a una Força Aèria dels Estats Units independent. Marshall havia arribat a la conclusió que les forces aèries necessitaven un sistema més simple i un comandament unificat. Treballant amb Arnold i amb Robert Lovett, que feia poc que havia estat nomenat Assistent del Secretari de la Guerra per a l'Aviació, arribà al consens que una quasi-autonomia de les forces aèries era preferible a una separació immediata.
El 20 de juny de 1941, per garantir una autonomia addicional per a les forces aèries i evitar una lluita legislativa al Congrés, el Departament de Guerra revisà la regulació de l'exèrcit que governava l'organització de l'aviació de l'Exèrcit, AR 95-5.
Arnold assumí el càrrec de Comandant de les Forces Aèries de l'Exèrcit, creant un nivell de comandament sobre tots els components de l'aviació militar i acabant l'estatus dual del Cos Aeri i del GHQ de la Força Aèria (que passà a denominar-se Comandament de Combat de la Força Aèria). Les AAF van aconseguir l'estat major de l'aire que durant molt de temps el WDGS li havia negat, així com un únic comandant aeri. Malgrat això, les AAF encara no tenien un estatus igual amb les forces aèries terrestres, i les unitats aèries seguiren reportant mitjançant dues cadenes de comandament.
Arnold i Marshall acordaren que les AAF tindrien autonomia al Departament de la Guerra fins al final de la guerra, sempre que els seus comandants deixessin de conxorxar per la independència. Marshall, un decidit defensor del poder aeri, deixà entendre que la Força Aèria segurament obtindria la seva independència després de la guerra. Poc després que els japonesos ataquessin Pearl Harbor el 7 de desembre de 1941, en reconeixement de la importància del paper de les Forces Aèries de l'Exèrcit, Arnold va rebre un seient a la Junta de Caps d'Estat Major, l'estat major de planificació que servia com a punt focal de la planificació estratègica americana durant la guerra, per tal que els Estats Units tinguessin un representant aeri a les converses de l'estat major amb els seus contraparts britànics al Comandament Combinat. En efecte, el cap de les AAF rebé un tracte igualitari amb Marshall. Mentre que aquest pas no va ser mai oficialment reconegut per la Marina, i va ser amargament disputat a cada oportunitat, va demostrar-se com una fundació pragmàtica per a la futura separació de la Força Aèria.
Els quatre districtes geogràfics de l'antiga GHQ Força Aeri van convertir-se el gener de 1941 en forces aèries numerades, amb una organització subordinada de 54 grups. Organitzativament, les Forces Aèries de l'Exèrcit van crear-se com un graó de comandament més alt abastant tant el Comandament de Combat de la Força Aèria i del Cos Aeri, tot i que portava tot el braç aeri sota l'autoritat d'un aviador per primera vedada. Però aquestes reformes eren només temporals, acabant en només 9 mesos. El novembre de 1941, just abans de l'entrada dels Estats Units a la guerra, la divisió de l'autoritat amb l'Exèrcit que havia causat l'activació del GHQ de l'Exèrcit, iniciant una "batalla de memorands" amb altres agències sobre l'administració del AAF, fent que Marshall afirmés que tenia el comandament més pobre de l'Exèrcit. Per tal de fer àgils les AAF davant la guerra, amb l'objectiu d'una planificació centralitzada i una execució descentralitzada, Arnold presentà a Marshall essencialment el mateix pla de reorganització refusat per l'Estat Major General a l'octubre de 1940. L'Orde Executica 9082, publicada el 28 de febrer de 1942 canvià el títol d'Arnold a "Comandant General, Forces Aèries de l'Exèrcit", per ser efectiu el 9 de març de 1942, equiparant-lo als generals comandants de les noves Forces Terrestres de l'Exèrcit i dels Serveis de Subministrament, els altres dos components de l'Exèrcit dels Estats Units. El Departament de Guerra publicà la Circular 59 el 2 de març que feia referència a l'ordre executiva, presentada per un expedient per al temps de guerra que havia d'expirar sis mesos després del final de la guerra. Els tres components substituïren una multiplicitat de branques i organitzacions, reduint-se per tant la mida de l'Estat Major General, incrementant-se proporcionalment la representació les membres de les forces aèries.
A més de dissoldre tant el Quarter General de l'Exèrcit i els caps de les armes de combat, assignant les seves funcions d'entrenament a les Forces Terrestres de l'Exèrcit, la Circular 59 del Departament de la Guerra reorganitzà les Forces Aèries de l'Exèrcit, dissolent el Comandament de Combat (l'anterior GHQAF) i l'Oficina del Cap del Cos Aeri (modificant-se en una branca no organitzativa de l'Exèrcit), que eliminava tota una capa d'autoritat. Substituint hi havia 11 forces aèries numerades (després en serien 16) i sis comandaments majors (que serien 8 el gener de 1943: Entrenament de Vol, Entrenament Tècnic, Transport de Tropes, Transport Aeri, Materia, Servei Aeri, Camp de Proves i Anti-Submarí). El juliol del 1943, els comandaments d'Entrenament de Vol i Entrenament Tècnic van convergir en un únic Comandament d'Entrenament.
Entre març de 1942 i març de 1943 les AAF operaren sota una divisió d'activitats de control administratiu mitjançant una política d'estat major, un estat major operatiu i els comandaments de suport. Les activitats de camp de diversos comandaments operaren sota una estructura de bureau, sense separació de les funcions operatives i polítiques. Els oficials d'estat major sovint exercien el comandament i l'autoritat política sense responsabilitat dels resultats, un sistema que provenia dels anys del Cos Aeri. En concepte d'un "estat major operatiu", o directorats, resultà d'una voluntat de situar experts en diversos aspectes de l'aviació militar en posicions claus d'implementació. Però que les funcions sovint se sobreposaven, la comunicació i la coordinació entre les divisions fallà o va ser ignorada, pels prerrogatives polítiques van ser usurpades pels directorats, i sovint van estar sobrecarregades pels detalls. Eventualment més de 30 oficines estaven autoritzades a donar ordres en nom de la comandància general.
El principi de comandament jeràrquic, en la que un únic comandant era el responsable directe final però delegava l'autoritat a l'estat major, va ser adoptat per totes les AAF en una gran reorganització i consolidació el 29 de març de 1943. Els quatre directorats principals i 19 de subordinats (l'estat major operatiu) van abolir-se com un nivell d'autoritat innecessari i l'execució de polítiques va ser retirat dels estats majors i assignades només a les organitzacions de camp mitjançant línies funcionals.
Les funcions polítiques dels directorats van reorganitzar-se i consolidar-se en oficines reagrupades sota sis assistents als caps de l'estat major de l'aire.
La majoria de membres de les Forces Aèries de l'Exèrcit també seguiren sent membres del Cos Aeri. Al maig de 1945, el 88% dels oficials que servien a les AAF havien estat comissionats al Cos Aeri, mentre que el 82% dels membres de classe tropa assignats a les unitats i bases de les AAF tenien el Cos Aeri com la seva branca combativa.

## Expansió de les Forces Aèries de l'Exèrcit
El Cos Aeri començà una ràpida expansió durant la primavera de 1939 sota la direcció del President Franklin D. Roosevelt per donar una força aèria adequada per a la defensa de l'hemisferi occidental. Un "programa 25-grup" inicial, desenvolupat a l'abril de 1939, reclamà 50.000 homes. Quan la guerra esclatà al setembre de 1939 el Cos Aeri només tenia 800 avions de combat de primera línia i 76 bases, incloent 21 grans instal·lacions i dipòsits.
Seguint a la invasió alemanya de França i els Països Baixos al maig de 1940, el President Roosevelt demanà al Congrés per destinar prop de mil milions de dòlars suplementaris, un programa de producció de 50.000 avions anuals i una força aèria militar de 50.000 avions (dels quals 36.500 serien de l'Exèrcit). A partir d'aquell moment seguiren programes accelerats al Cos Aeri que repetidament revisà els objectius d'expansió, resultant en plans de 84 grups de combat, 7.799 avions de combat, i l'augment anual de la força de 30.000 pilots nous i 100.000 membres de personal tècnic. Els programes d'expansió accelerats resultaren en una força de 156 aeròdroms i 152.125 membres en el moment de la creació de les Forces Aèries de l'Exèrcit.
"En aquesta expansió durant la II Guerra Mundial, la AAF esdevingué la força aèria més poderosa del món. Des del Cos Aeri de 1939, amb 20.000 homes i 2.400 avions, per a la gairebé autònoma AAF de 1944, amb gairebé 2,4 milions de membres i 80.000 avions, va ser una expansió remarcable. Robert A. Lovett, el Assistent al Secretari de la Guerra per l'Aire, juntament amb Arnold, presidí un increment major que l'Exèrcit o la Marina, mentre que al mateix temps enviaven forces de combat aeri als fronts de batalla."
La invasió alemanya de la Unió Soviètica, que va tenir lloc només dos dies després de la creació de les Forces Aèries de l'Exèrcit, provocà que es realitzés una nova avaluació immediata de l'estratègia defensiva americana. La necessitat d'una estratègia ofensiva per derrotar les Potències de l'Eix requeria un creixement i una modernització de tots els serveis militars, incloent les noves Forces Aèries. A més, la invasió produí un nou destinatari dels Acords del Préstec-Arrendament amb la Unió Soviètica, creant fins i tot majors demandes d'una producció aeronàutica americana ja a ple rendiment.
Una estratègia ofensiva requeria diversos tipus d'urgència i d'esforç contingut. A més del desenvolupament i fabricació d'avions en grans xifres, les Forces Aèries de l'Exèrcit havien d'establir una xarxa logística global pel subministrament, manteniment i reparació de tota la força; l'allistament i l'entrenament del personal; i mantenir la moral, el benestar i el nivell de les tropes. El procés va ser impulsat pel ritme de producció d'avions, però no el programa d'entrenament, i va ser hàbilment ajudat per la direcció de Lovett, Secretari de la Força Aèria a efectes pràctics.
Advocat i banquer, Lovett tenia experiència anterior amb la indústria aeronàutica que traslladà a objectius de producció realistics i harmonitzà en la integració dels plans de la AAF amb aquells de l'Exèrcit. Lovett inicialment creia que la petició del President Rossevelt després de l'atac a Pearl Harbor de 60.000 avions pel 1942 i al 125.000 pel 1943 era massa ambiciós. Malgrat això, treballant al costat amb el general Arnold i participant de la capacitat de la indústria automobilística americana arribà a un esforç que produí gairebé 100.000 avions el 1944.
Les demandes logístiques d'aquesta armada es trobaren mitjançant la creació del Comandament del Servei Aeri per donar unitats de servei i mantenir 250 dipòsits als Estats Units; l'elevació del Divisió de Material per l'estatus de comandament complet per desenvolupar i aconseguir avió, equipament i recanvis; i el Comandament del Servei Aeri Tècnic per enviar el material a ultramar. A més, per transportar el personal i la càrrega, el Comandament de Transport Aeri va enviar uns 270.000 avions arreu del món perdent-ne només 1.013 durant el procés. L'operació dels dipòsits als Estats Units va ser feta principalment principalment per més de 300.000 empleats civils de manteniment, molts dels quals eren dones, alliberant un nombre semblant de mecànics de les forces aèries per enviar a ultramar.

### Creixement de la USAAF, avions
| Tipu d'aeronau         | 31 de desembre de 1941 | 31 de desembre de 1942 | 31 de desembre de 1943 | 31 de desembre de 1944 | 31 d'agost de 1945 | Data de mida màxima       |
| Total                  | 12.297                 | 33.304                 | 64.232                 | 72.726                 | 63.715             | Juliol de 1944 (79.908)   |
| Avions de Combat       | 4.477                  | 11.607                 | 27.448                 | 41.961                 | 41.163             | Maig de 1945 (43.248)     |
| Bombarders molt pesats | -                      | 3                      | 91                     | 977                    | 2.865              | Agost de 1945 (2.865)     |
| Bombarders pesats      | 288                    | 2.076                  | 8.027                  | 12.813                 | 11.065             | Abril de 1945 (12.919)    |
| Bombarders mitjans     | 745                    | 2.556                  | 4.370                  | 6.189                  | 5.384              | Octubre de 1944 (6.262)   |
| Bombarders lleugers    | 799                    | 1.201                  | 2.371                  | 2.980                  | 3.079              | Setembre de 1944 (3.338)  |
| Caces                  | 2.170                  | 5.303                  | 11.875                 | 17.198                 | 16.799             | Maig de 1945 (17.725)     |
| Reconeixement          | 475                    | 468                    | 714                    | 1.804                  | 1.971              | Maig de 1945 (2.009)      |
| Avions de support      | 7.820                  | 21.697                 | 36.784                 | 30.765                 | 22.552             | Juliol de 1944 (41.667)   |
| Transports             | 254                    | 1.857                  | 6.466                  | 10.456                 | 9.561              | Desembre de 1944 (10.456) |
| Entrenament            | 7.340                  | 17.044                 | 26.051                 | 17.060                 | 9.558              | Maig de 1944 (27.923)     |
| Comunicacions          | 226                    | 2.796                  | 4.267                  | 3.249                  | 3.433              | Desembre de 1943 (4.267)  |

### Creixement de la USAAF, personal

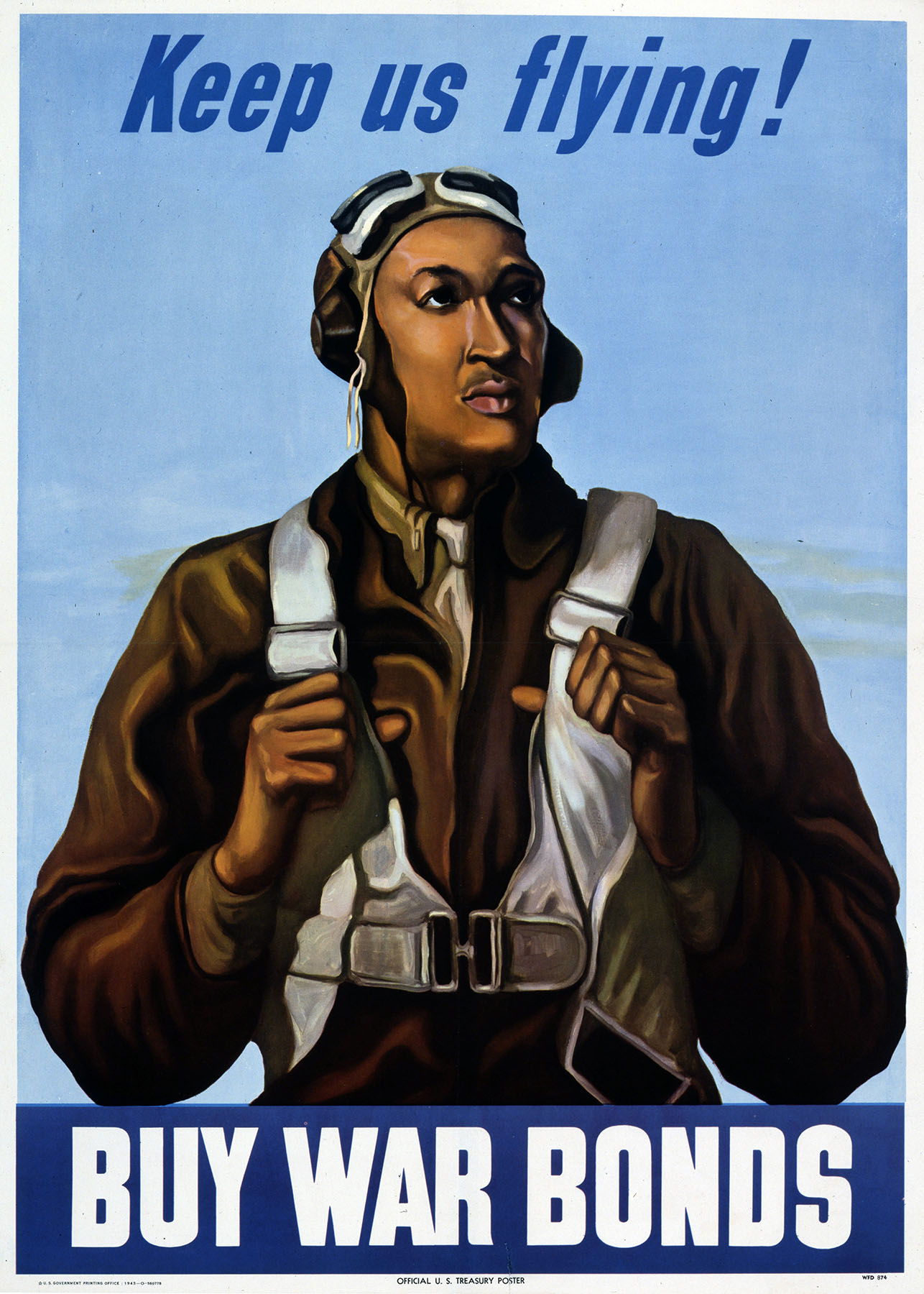
Cartell de Bons de Guerra amb un aviador Tuskegee.

El gran increment a l'inventari aeronàutic resultà en un increment semblant de personal, modificant les polítiques de personal imperants al Servei Aeri i al Cos Aeri des de l'Acta de Defensa Nacional de 1920. Els pilots na no podrien representar ells sols el 90% dels oficials. La necessitat de grans xifres d'especialistes a l'administració i als serveis tècnics resultà en la creació d'una Acadèmia de Candidats a Oficial a Miami, Florida, i la comissió directa de centenars de professionals. Així, 193.000 pilots nous van ingressar a la AAF durant la II Guerra Mundial, mentre que 124.000 candidats més van fallar en algun punt de l'entrenament o van morir en accidents.
Les demandes per a nous pilots resultaren en una gran expansió del programa de Cadets d'Aviació, que tenien tants voluntaris que la AAF creà una reserva de pilots candidats qualificats que podien ser cridats al servei actiu, més que no perdre'ls a la preparació. El 1944, aquesta reserva tingué un excedent, i 24.000 van ser enviats a les Forces Terrestres de l'Exèrcit per a ser reentrenats com a infanteria, i 6.000 van ser enviats a les Forces de Servei de l'Exèrcit. Els estàndards pels pilots van modificar-se per reduir l'edat mínima d'accés dels 20 als 18 anys, i eliminà el requisit educatiu d'almenys 2 anys a la universitat. Un dels beneficiaris d'aquests canvis esdevindria general a la USAF, Charles E. Yeager.

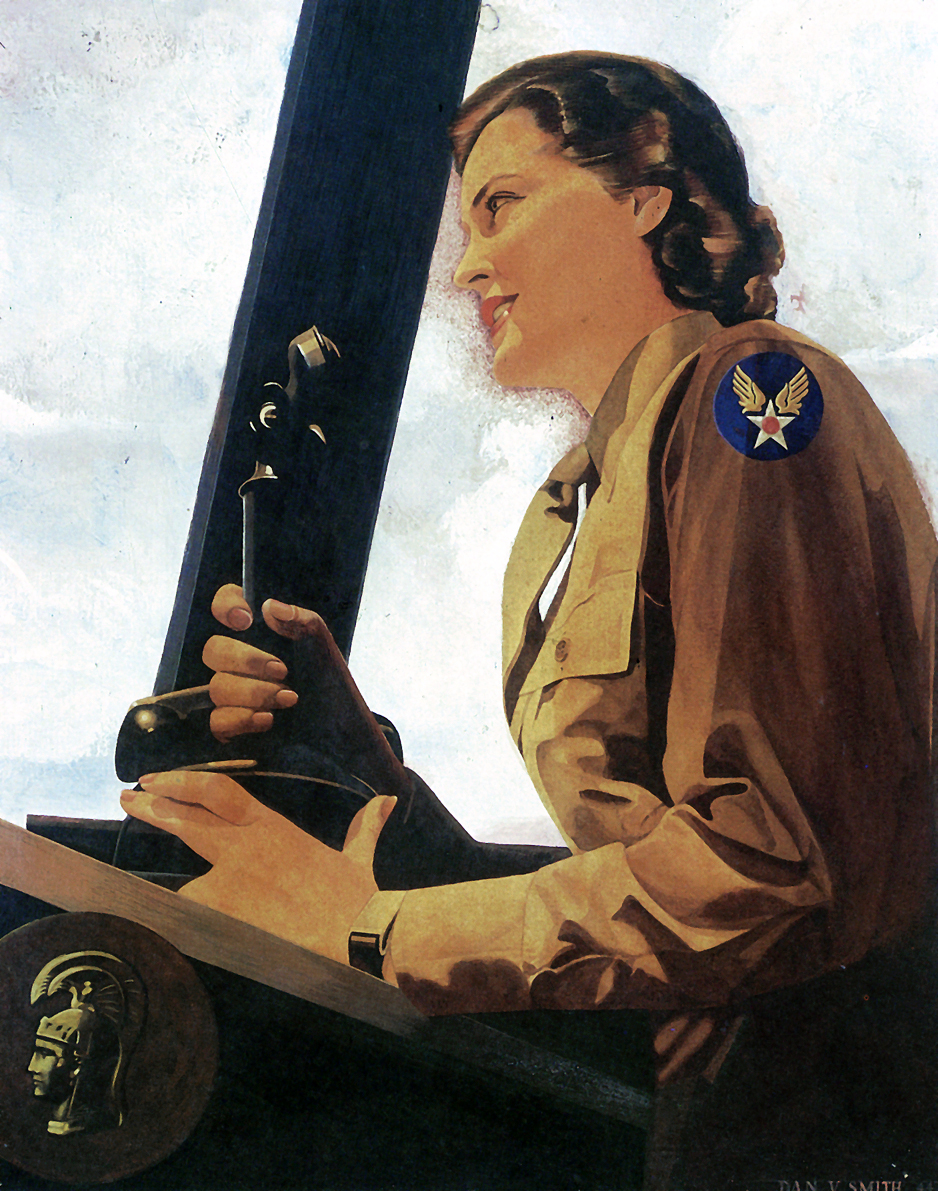
Retrat d'una controlador aèria del WAC, 1943

Les tripulacions aèries necessàries resultaren en l'entrenament de 43.000 bombarders, 49.000 navegants i 309.000 artillers, molts dels quals també s'especialitzaren en altres aspectes de les tasques de les tripulacions aèries. 7.800 homes qualificats com a enginyer de vol del B-28 i 1.000 més com a operadors de ràdar als caces nocturns, els quals tots van rebre la comissió. Gairebé 1,4 milions d'homes van rebre entrenament tàctic com a mecànics, especialistes en electrònica i d'altres tècnics. Els serveis no aeronàutic van ser oferts pels homes de les Forces de Servei de l'Exèrcit, però la AAF va incrementar la seva influència en aquests cursos anticipant-se per a una futura independència.
Els afroamericans constituïen el 6% d'aquesta força (145.327 homes al novembre de 1943). El 1940, actuant sota la pressió del Congrés, el general Arnold acordà acceptar negres a l'entrenament de pilotatge, tot i que amb una base de segregació. A tal fi va crear-se un centre d'entrenament a l'Institut Tuskkegee, a Alabama. Malgrat els problemes (causats a causa de la política de segregació) de no tenir d'un quadre experimentat com en altres unitats de la AAF, els Aviadors de Tuskkegee van distingir-se en combat amb el 332è Grup de Caces. El programa d'entrenament de Tuskegee produí 673 pilots de caça, 253 pilots de B-26 Marauder i 132 navegants negres.
A l'àmplia majoria d'aviadors negres, però, no els va anar tan bé. Principalment soldats de lleva, no van volar ni tampoc van dedicar-se a tasques de manteniment. Les seves tasques menors, la indiferència o l'hostilitat dels seus caps i la baixa moral van comportar una seriosa desafecció i diversos incidents violents.
Les dones serviren amb èxit com a part de les Forces Aèries de l'Exèrcit. Prop de 40.000 dones van servir al Cos Auxiliar Femení de l'Exèrcit/Cos Femení de l'Exèrcit com a personal de les AAF, més de 1.000 com a WASPs i 6.500 com a infermeres, incloent 500 com infermeres de vol. 7.601 WACs estaven servint a ultramar a l'abril de 1945, i realitzaren més de 200 categories diferents de treballs.
L'Acta del Cos Aeri de juliol de 1936 incrementà la quantitat d'oficials autoritzats a l'arma aèria de l'exèrcit, passant de dos a quatre. L'activació del GHQAF al març de 1935 dobla aquesta xifra i a l'expansió del cos aeri d'octubre de 1940 va veure com s'augmentava la quantitat fins a quinze. Al final de la II Guerra Mundial, 320 generals havien estat autoritats per a la AAF en temps de guerra.
| Data                                       | Total USAAF | Total Oficials | Total Tropa | # Ultramar | Oficials o/s | Tropa o/s |
| 31 de juliol de 1939                       | 24.724      | 2.636          | 22.088      | 3.991      | 272          | 3.719     |
| 31 de desembre de 1939                     | 43.118      | 3.006          | 40.112      | 7.007      | 351          | 6.656     |
| 31 de desembre de 1940                     | 101.227     | 6.437          | 94.790      | 16.070     | 612          | 15.458    |
| 31 de desembre de 1941                     | 354.161     | 24.521         | 329.640     | 25.884     | 2.479        | 23.405    |
| 31 de desembre de 1942                     | 1.597.049   | 127.267        | 1.469.782   | 242.021    | 26.792       | 215.229   |
| 31 de desembre de 1943                     | 2.373.882   | 274.347        | 2.099.535   | 735.666    | 81.072       | 654.594   |
| 31 de marc de 1944 (Punt màxim)            | 2.411.294   | 306.889        | 2.104.405   | 906.335    | 104.864      | 801.471   |
| 31 de desembre de 1944                     | 2.359.456   | 375.973        | 1.983.483   | 1.164.136  | 153.545      | 1.010.591 |
| 30 d'abril de 1945 (Punt màxim a ultramar) | 2.329.534   | 388.278        | 1.941.256   | 1.224.006  | 163.886      | 1.060.120 |
| 31 d'agost de 1945                         | 2.253.182   | 368.344        | 1.884.838   | 999.609    | 122.833      | 876.776   |

### Creixement de la USAAF, instal·lacions
A inicis de 1941 el Cos Aeri operava amb 156 aeròdroms. Des de 1939 s'havia iniciat un programa d'expansió de bases aèries, intentant mantenir el ritme amb l'increment de personal, unitats i avions, i usant les instal·lacions privades o municipals on fos possible. Però amb l'esclat de la guerra i l'expansió accelerada resultant es necessità una àmplia varietat d'instal·lacions per operacions i entrenament per tots els Estats Units continentals (CONUS).
A més de la construcció de noves bases permanents i de la construcció de nombrosos camps de tir i de bombardeig, la USAAF emprà escoles civils de pilots, cursos d'entrenament realitzats a universitats i fàbriques i destacaments d'entrenament d'oficials a les universitats. A inicis de 1942, en un moviment que generà controvèrsia, el Comandament d'Entrenament Tècnic de la USAAF començà a llogar hotels i edificis d'apartaments (només a Miami Beach, Florida disposaven de 90.000 llits). Els lloguers van ser negociats per a la USAAF pel Cos d'Enginyers, sovint en detriment econòmic dels propietaris, el desgast de les clàusules, i el poc temps per acabar els lloguers.
Al desembre de 1943, la USAAF arribà al seu màxim en temps de guerra de 783 aeròdroms només als Estats Units.

#### Instal·lacions
| Tipus d'instal·lació                        | 7 de desembre de 1941 | 31 de desembre de 1941 | 31 de desembre de 1942 | 31 de desembre de 1943 | 31 de desembre de 1944 | Dia VE | Dia VJ |
| Instal·lacions en total                     | 181                   | 197                    | 1.270                  | 1.419                  | 1.506                  | 1.473  | 1.377  |
| Bases principals                            | 114                   | 151                    | 345                    | 345                    | 377                    | 356    | 344    |
| Bases satèl·lits                            | -                     | -                      | 71                     | 116                    | 37                     | 56     | 57     |
| Aeròdroms auxiliars                         | -                     | -                      | 198                    | 322                    | 309                    | 291    | 269    |
| Total d'aeròdroms CONUS                     | 114                   | 151                    | 614                    | 783                    | 723                    | 703    | 670    |
| Polígons de tir                             | -                     | -                      | ?                      | -                      | 480                    | 473    | 433    |
| Hospitals i d'altres instal·lacions pròpies | 67                    | 46                     | 29                     | 32                     | 44                     | 30     | 30     |
| Escoles de pilots de contracte              | ?                     | ?                      | 69                     | 66                     | 14                     | 14     | 6      |
| Espais d'oficines llogats                   | -                     | -                      | ?                      | ?                      | 79                     | 109    | 103    |
| Hotels i edificis d'apartaments llogats     | -                     | -                      | 464                    | 216                    | 75                     | 75     | 75     |
| Escoles civils i fàbriques tècniques        | -                     | -                      | 66                     | 47                     | 21                     | 17     | 16     |
| Destacaments d'entrenament a universitats   | -                     | -                      | 16                     | 234                    | 2                      | 1      | 1      |
| Dipòsits especialitzats                     | -                     | -                      | 12                     | 41                     | 68                     | 51     | 43     |

| Localització           | 31 de desembre de 1941 | 31 de desembre de 1942 | 31 de desembre de 1943 | 31 de desembre de 1944 | Dia VE | Dia VJ |
| Possessions americanes | 19                     | 60                     | 70                     | 89                     | 130    | 128    |
| Nord- Amèrica          | 7                      | 74                     | 83                     | 67                     | 66     | 62     |
| Illes de l'Atlàntic    | 5                      | 27                     | -                      | 20                     | 21     | 21     |
| Sud-amèrica            | -                      | 27                     | 28                     | 22                     | 32     | 32     |
| Àfrica                 | -                      | 73                     | 94                     | 45                     | 31     | 21     |
| Europa                 | -                      | 33                     | 119                    | 302                    | 392    | 196    |
| Austràlia              | -                      | 20                     | 35                     | 10                     | 7      | 3      |
| Illes del Pacífic      | -                      | 21                     | 65                     | 100                    | 57     | 56     |
| Àsia                   | -                      | 23                     | 65                     | 96                     | 175    | 115    |
| Total a ultramar       | 31                     | 358                    | 559                    | 751                    | 911    | 634    |

## Organització i equip

### Estructura de comandament
En acabar la II Guerra Mundial, la USAAF havia creat 16 "forces aèries numerades" (de la 1 a la 15 i la 20), distribuïdes per tot el món per combatre a la guerra i defensar les Amèriques, a més d'una força aèria general a la zona de l'interior, dins dels Estats Units.
Diverses forces aèries van ser creades de zero a mesura que el servei s'expandia durant la guerra. Algunes van créixer a partir de comandaments anteriors (per exemple, la Vuitena Força Aèria era originàriament el VIII Comandament de Bombarders i, després que la seva designació fos assignada al comandament quan l'organització va abandonar-se; a mesura que el servei s'expandia en mida i organització, i calien nivells més alts com les Forces Aèries Estratègiques dels Estats Units (United States Strategic Air Forces - USSTAF) a Europa o les Forces Aèries Estratègiques dels Estats Units al Pacífic per controlar el conjunt. L'agost de 1945, les USSTAF esdevingueren les Forces Aèries dels Estats Units a Europa (USAFE). Es creà un nivell organitzatiu, el comandament, per tal de segregar les unitats amb funcions semblants (caces i bombarders) pel control administratiu.
Vuit divisions aèries addicionals servien com un nivell addicional del comandament a aquella vasta organització, capaces d'actuar independentment si era necessari. Entre les forces aèries i les divisions estaven els quarters generals administratius, anomenats Ales per controlar els grups (unitats operatives). A mesura que el nombre de grups augmentava, es multiplicà la quantitat d'ales necessàries per controlar-les, amb 91 activades, de les quals 69 encara estaven actives al final de la guerra. Com a part del Servei Aeri i del Cos Aeri, les ales eren organitzacions compostes, formades per grups amb diferents tipus de missions. La major part de les ales de la II Guerra Mundial, però, estaven formades per grups amb funcions semblants (denominades com "bombardeig", "caces", "reconeixement", "entrenament", "antisubmarí", "transport de tropes", "substitució" o "composta").

Cartell de reclutament de la USAAF.

Diverses organitzacions independents de suport, també anomenades comandaments, seguien sota el control del Quarter General de les Forces Aèries de l'Exèrcit. Aquestes van ser creades, o expandides d'anteriors organitzacions del Cos Aeri, entre 1941 i 1942 per donar suport i subministrament a les forces aèries numerades, a les quals les unitats operatives (grups i esquadrons) van ser assignades.
Aquests comandaments eren:
- Comandament d'Entrenament
- Comandament de Servei Aeri Tècnic
- Comandament de Transport Aeri
- Comandament de Distribució de Personal
- Comandament de Suport Terrestre
- I Comandament de Transport de Tropes
- Centre Tàctic de les AAF
- Comandament Antisubmarí (clausurat el 31 d'agost de 1943)
- Comandament de Control de Vols (establert el 29 de març de 1943, clausurat l'1 d'octubre següent)

Encara que oficialment l'arma aèria eren les "Forces Aèries de l'Exèrcit", col·loquialment el terme "Cos Aeri" persistí tant entre el públic com entre els veterans, la branca dels quals continuà sent el "Cos Aeri"; a més, el singular "Força Aèria" quedà a l'ús públic, mostrant-se a l'ús del terme "Comandament de Combat de la Força Aèria" el 1941-42. Aquest abandonament del terme "Exèrcit" va endinsar-se als cartells oficials de reclutament i va ser important en la promoció d'una idea d'una "Força Aèria" com un servei independent. El terme va aparèixer amb preeminència a la pel·lícula que Frank Capra rodà pel Departament de Guerra War Comes to America, de la sèrie Why We Fight.

### Organització tàctica
La unitat clau de les AAF tant des de la perspectiva administrativa com tàctica era el grup, una organització de 3 ó 4 esquadrons amb diversos elements de suport terrestre, que podia equiparar-se a un regiment a les Forces Terrestres de l'Exèrcit. Les AAF van tenir un màxim de 269 grups de combat durant la II Guerra Mundial, i un màxim operatiu de 243 grups de combat el 1945.
El Servei Aeri i el seu successor, el Cos Aeri van establir 15 grups de combat entre 1919 i 1937, de les que l'1 de gener de 1940 van ser designades:
| - 1r Grup de Persecució (Interceptació) - 2n Grup de Bombardeig (Pesat) - 3r Grup de Bombardeig (Lleuger) - 4t Grup Compost - 5è Grup de Bombardeig (Mitjà) - 6è Grup de Bombardeig (Mitjà) - 7è Grup de Bombardeig (Pesat) - 8è Grup de Persecució (Caces) | - 9è Grup de Bombardeig (Mitjà) - 10è Grup de Transport - 16è Grup de Persecució (Interceptor) - 17è Grup de Persecució - 18è Grup de Persecució (Interceptació) - 19th Grup de Bombardeig (Pesat) - 20è Grup de Persecució (Caces) |

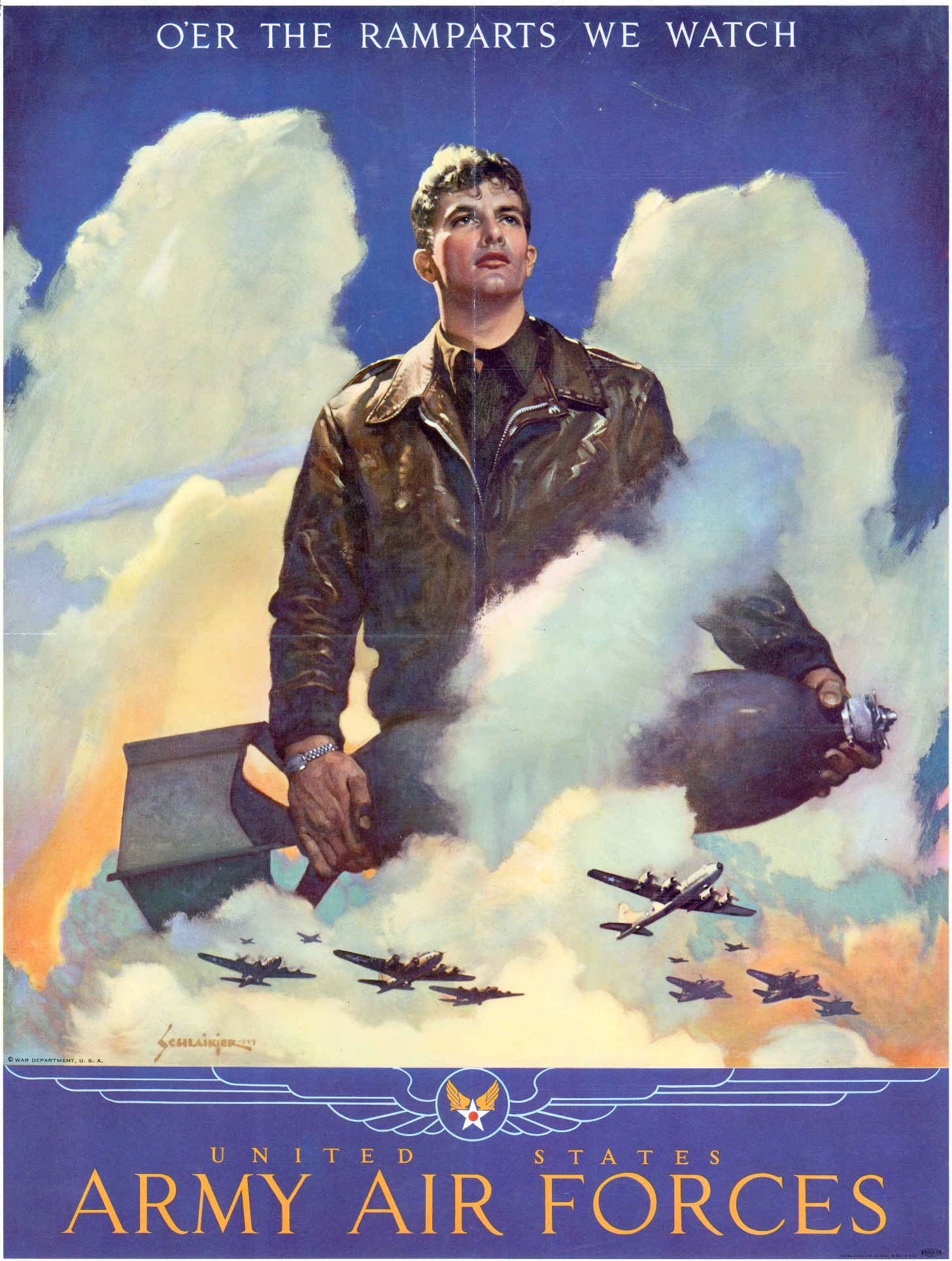
Cartell de reclutament de la USAAF.

Amb el creixement de les forces militars començant a l'1 de febrer de 1940, el Cos Aeri augmentà de 15 a 30 grups de combat. En el moment en què els Estats Units entraren a la guerra, havien arribat a 67, però la meitat estaven en procés d'organització i no estaven disponibles pel combat. Dels 67 grups formats o en procés, 26 eren de bombarders: 13 grup de "Bombarders Pesats" (B-17 Flying Fortress i B-24 Liberator), i la resta eren grups "Mitjans" i "Lleugers" (B-25 Mitchell, B-26 Marauder i A-20 Havoc). 26 eren grups de "Persecució" (redenominats "grups de caça" al maig de 1942), 9 grups "d'Observació" (redenominats de "Reconeixement") i 6 de "Transport" (redenominats "Transport de Tropes" o "Càrrega de Combat").
Durant la primera meitat de 1942 les Forces Aèries de l'Exèrcit s'expandiren ràpidament. Les institucions d'entrenament existents eren inadequades per entrenar unitats al major, i per això s'adoptà un concepte d'entrenar quadres que dirigissin l'entrenament de les unitats que se'ls assignés. L'Acadèmia de la Força Aèria de l'Exèrcit de Tàctiques Aplicades (Army Air Force School of Applied Tactics - AAFSAT) va ser creada el 9 d'octubre de 1942 per oferir aquesta preparació. A inicis de 1944 hi havia 269 grups. 136 estaven desplegats a l'estranger, i la resta encara estaven als Estats Units, dels quals 77 estaven sent organitzats i preparats per ser enviats a ultramar. Els altres 56 servien com a unitats de defensa, com a Unitats Operatives d'Entrenament (Operational Training Units - OTUs) preparant noves unitats pel combat, i com a Unitats de Formació de Reemplaços (Replacement Training Units - RTUs) per entrenar al personal de lleva.
A inicis de 1944, tot l'entrenament va ser assignat a les unitats de base (organitzacions administratives no estàndard de totes les unitats a un aeròdrom particular sota un únic quarter general, i habitualment designades com a "AAF Base Units") i les OTSs i RTUs van ser inactivades, reduint la quantitat de grups a 218. però, amb la formació i desplegament dels restants 25 grups nous, les USAAF van créixer fins a la seva forma final i en el moment de la invasió de Normandia al juny de 1944, havien 148 grups de combat lluitant contra Alemanya. L'agost de 1945, quan acabaren totes les operacions de combat, havien 86 grups desplegats al Pacífic i a l'Extrem Orient, i la resta de la força o estava ocupada a Europa o tornant cap als Estats Units.
Després del desplegament operatiu del bombarder B-29 Superfortress, les unitats de "Bombarders Súper Pesats" van passar a formar part de l'estructura. Al febrer de 1945, en la seva estructura organitzativa final, la USAAF tenia 243 grups de combat:
- 25 Grups de Bombardeig Molt Pesats, 27 Pesats, 20 Mitjans i 8 Lleugers;[49]
- 71 Grups de Caça;[49][69]
- 29 Grups de Transport de Tropes i Transport de Combat;[49][70]
- 13 Grups de Reconeixement;[49] i
- 5 Grups Compostos.[49][71]

L'organització bàsica permanent de la AAF pels elements de combat i suport va ser l'esquadró. Entre el 7 de desembre de 1941 i l'1 de setembre de 1945 van haver 1.226 esquadrons de combat actius a la USAAF. El 1945 van continuar actius 937 esquadrons, amb 872 assignats a diversos grups. 65 esquadrons, principalment de reconeixement i caces nocturns, no van ser assignats als grups, sinó en unitats separades sota nivells de comandament més alts.
| Tipus d'unitat                       | Tipus d'aeronau    | Quantitat d'avions | Quantitat de tripulacions | Homes per tripulació | Personal en total | Oficials | Tropa |
| Grup de bombarders molt pesats       | B-29               | 45                 | 60                        | 11                   | 2.078             | 462      | 1.816 |
| Grup de bombarders pesats            | B-17, B-24         | 72                 | 96                        | 9 a 11               | 2.261             | 465      | 1.796 |
| Grup de bombarders mitjans           | B-25, B-26         | 96                 | 96                        | 5 o 6                | 1.759             | 393      | 1.386 |
| Grup de bombarders lleugers          | A-20, A-26         | 96                 | 96                        | 3 o 4                | 1.304             | 211      | 1.093 |
| Grup de caces monomotors             | P-40, P-47 P-51    | 111 a 126          | 108 a 126                 | 1                    | 994               | 183      | 811   |
| Grup de caces bimotors               | P-38               | 111 a 126          | 108 a 126                 | 1                    | 1.081             | 183      | 838   |
| Grup de transport de tropes          | C-47               | 80 - 110           | 128                       | 4 o 5                | 1.837             | 514      | 1.323 |
| Grup de transport de combat          | C-46, C-47         | 125                | 150                       | 4                    | 883               | 350      | 533   |
| Esquadró de caces nocturs            | P-61, P-70         | 18                 | 16                        | 2 o 3                | 288               | 50       | 238   |
| Esquadró de reconeixement tàctic     | F-6, P-40 L-4, L-5 | 27                 | 23                        | 1                    | 233               | 39       | 194   |
| Esquadró de reconeixement fotogràfic | F-5                | 24                 | 21                        | 1                    | 347               | 50       | 297   |
| Esquadró de mapes de combat          | F-7, F-9           | 18                 | 16                        | 8                    | 474               | 77       | 397   |

### Aeronaus
Les Forces Aèries de l'Exèrcit dels Estats Units van fer servir una gran varietat d'avions militars per acomplir les seves missions diverses, incloent-ne diversos models obsolets heretats del Cos Aeri, amb 15 denominacions de tipus.
A continuació se citen la majoria dels nombrosos models de l'inventari de la USAAF, o aquells que específicament van entrar en combat. Les variants, incloent les variants de reconeixement fotogràfic ("F") són llistats i descrits als seus articles separats. Diversos avions, en particular els de transport i entrenament, tenen nombroses designacions resultants de les diferències a les plantes de fabricació.

#### Bombarders

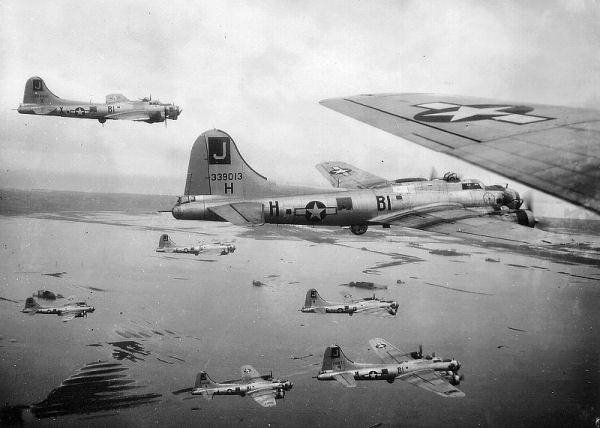
B-17G Fortress del 306è Grup de Bombarders

- A-20 Havoc
- A-24 Banshee
- A-26 Invader
- A-36 Apache
- B-17 Flying Fortress
- B-18 Bolo
- B-24 Liberator
- B-25 Mitchell
- B-26 Marauder
- B-29 Superfortress
- B-32 Dominator
- B-34 Ventura

#### Caces

P-51 Mustangs del 361r Grup de Caces, 1944

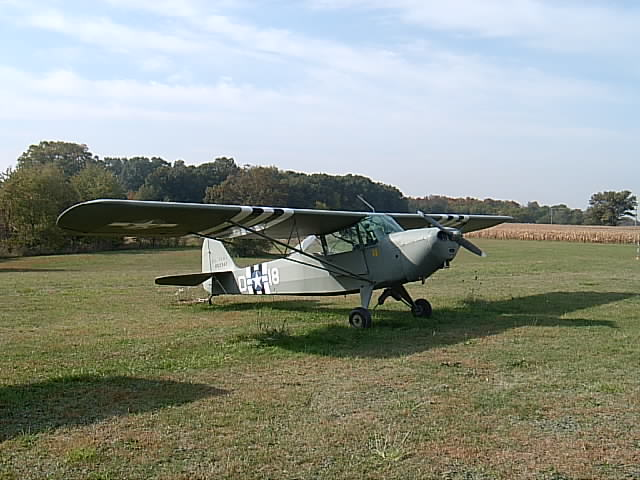
Taylorcraft L-2M

- P-35
- P-36 Hawk
- P-38 Lightning
- P-39 Airacobra
- P-40 Warhawk
- P-47 Thunderbolt
- P-51 Mustang
- P-59 Airacomet
- P-61 Black Widow
- Supermarine Spitfire[75]
- Bristol Beaufighter[76]

#### Observació

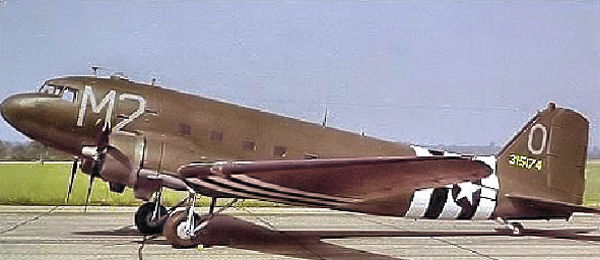
C-47 del 438è Grup de Transport de Tropes

- L-2 Grasshopper
- L-3
- L-4
- L-5 SSentinel
- O-47
- de Havilland Mosquito

#### Transport
- C-45 Expeditor
- C-46 Commando
- C-47 Skytrain
- C-54 Skymaster
- C-56 Lodestar

#### Entrenament

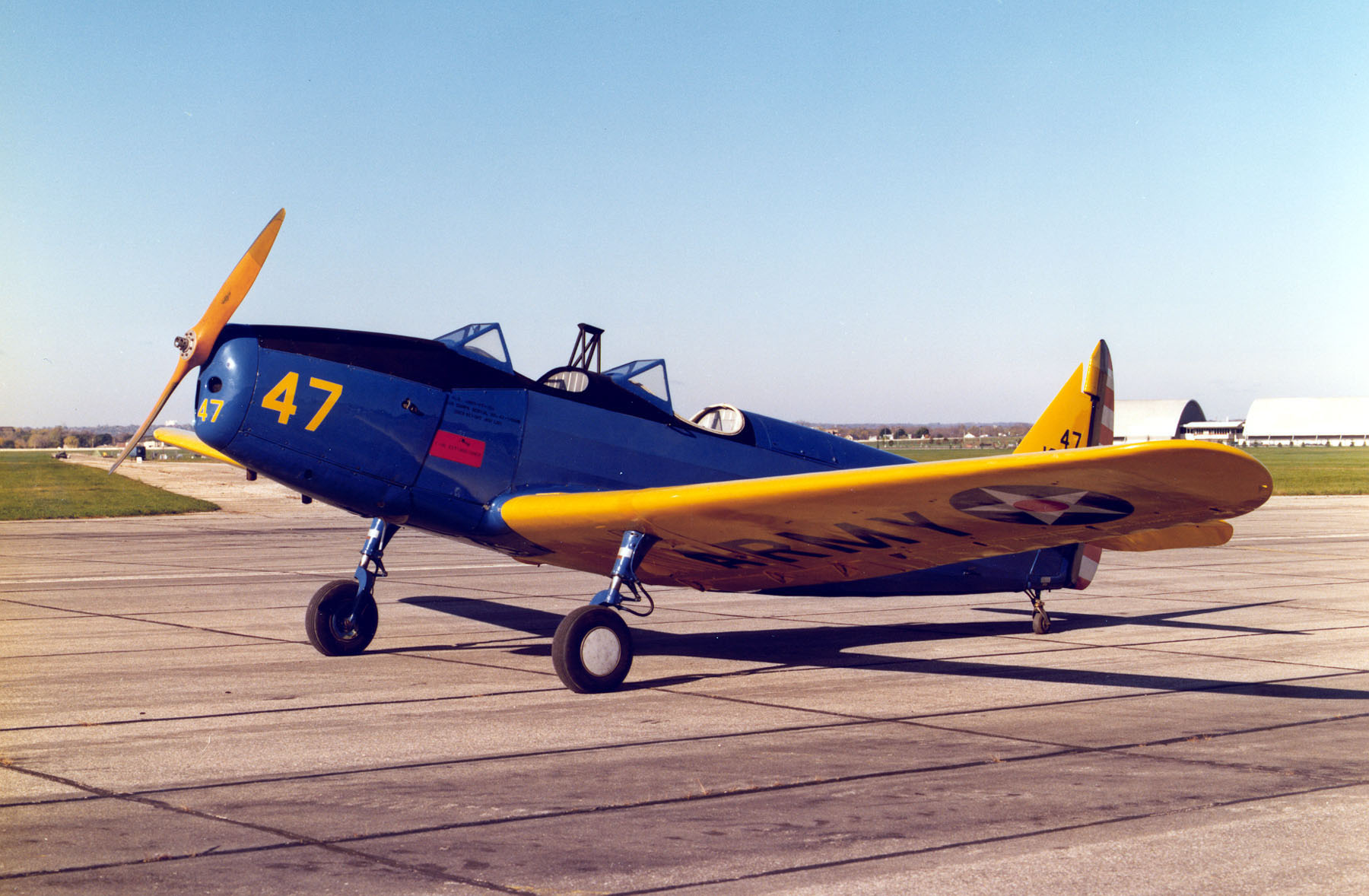
PT-19 d'entrenament inicial

- Thomas-Morse S-4 Scout
- AT-6 Texan
- AT-11 Kansan
- AT-18 Hudson
- AT-8/AT-17 Bobcat
- BT-13/BT-15 Valiant
- PT-13/17 Kaydet
- PT-16/PT-21/PT-22
- PT-19/PT-23/PT-26

#### De servei, rescat i planadors

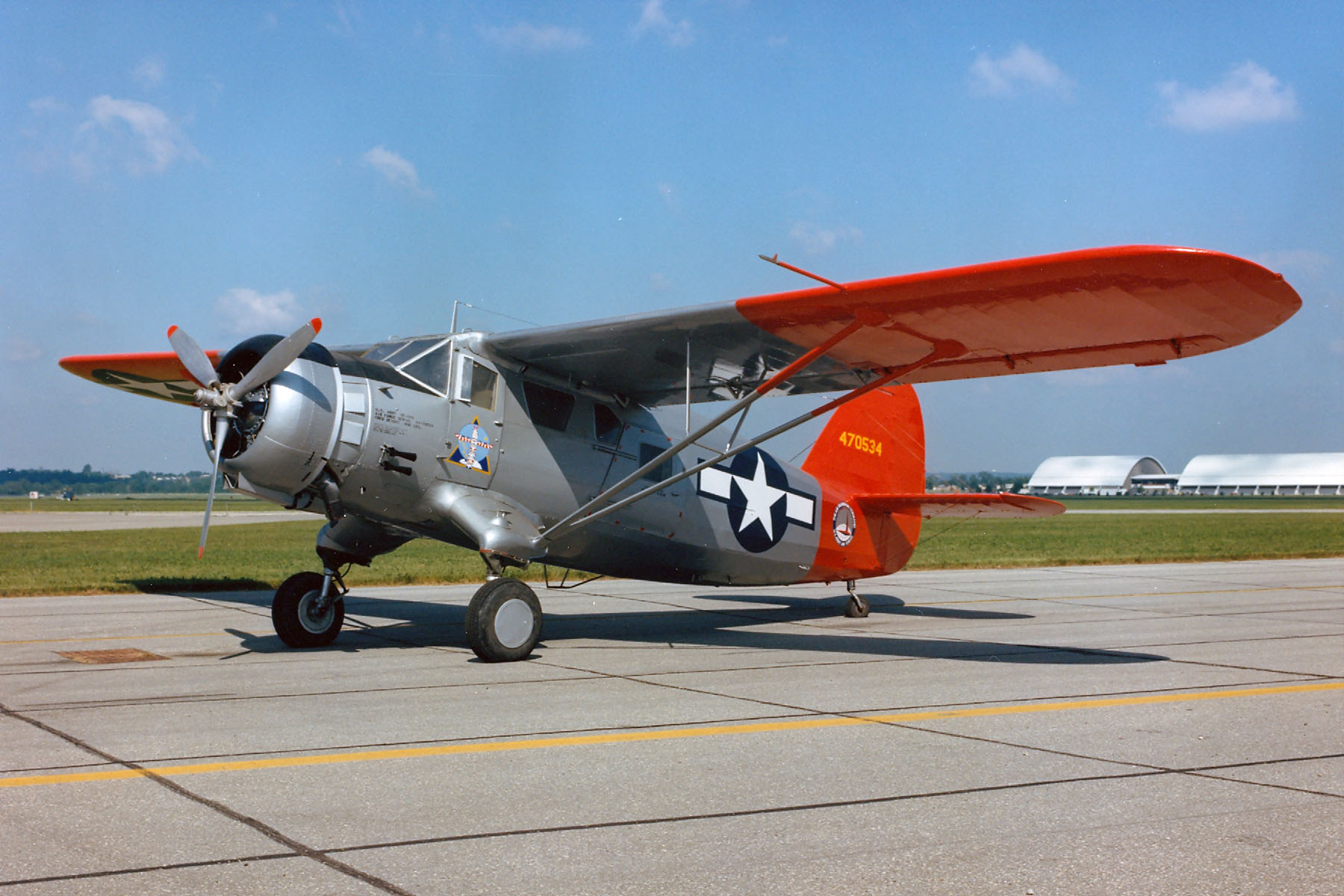
UC-64 Norseman

- UC-43 Traveler
- UC-61 Argus
- UC-64 Norseman
- UC-72
- UC-78 Bobcat
- Airspeed Oxford
- OA-10 Catalina
- R-4 Hoverfly
- CG-4 Waco
- Airspeed Horsa

## Paper a la II Guerra Mundial

### Planificació estratègica
Diverses Prioritats de Bombardeig a la USAAF 
- 13 d'agost de 1941: producció elèctrica (AWPD-1)
- 6 de setembre de 1942: instal·lacions dels U-Boot (AWPD-2)
- 3 de setembre de 1944: campanya del Petroli
- 5 de gener de 1945: avions a reacció[77]

El 13 d'agost de 1941, la Divisió de Planificació de Guerra Aèria de la USAAF presentà un pla per a una estratègia aèria global, AWPD-1. Anteriroment conegut com a "Annex 2, Requeriments Aeris" per "El Programa de la Victòria", un pla per a les estimacions estratègiques de les Forces Armades dels Estats Units, estant preparat d'acord amb les polítiques estratègiques abans esbossades a l'acord ABC-1 amb la Commonwealth britànica i el pla de guerra Rainbow 5 americà. Les seves figures principals, malgrat errors de planificació per mancança d'informació sobre el temps i sobre la dedicació de l'economia alemanya a la guerra, menys de 2% de les unitats i el 5,5% del personal finalment mobilitzat va ser previst acuradament pel moment en què finalment es mobilitzà i va predir el moment en què tindria lloc la invasió d'Europa pels Aliats.
L'AWPD-1 reclamava una defensa aèria sobre l'hemisferi oest, una defensa estratègica contra Japó al Pacífic, i un bombardeig estratègic de 6.800 bombarders contra Alemanya, identificant 154 objectius claus de la infraestructura econòmica alemanya considerats vulnerables a una campanya continuada. Per la campanya de bombardeig estratègic es requerien 7.500 avions, incloent el B-36 intercontinental (encara en fase de disseny), petició molt lluny del que realment podia oferir la indústria, i al AWPD-1 es preparà un pla per atacar amb 3.800 avions.
L'AWPD-1 va ser aprovat pel general Marshall i pel Secretari de Guerra Henry Stimson al setembre de 1941. Tot i que la guerra començà abans que el pla pogués haver estat presentat a Roosevelt, va esdevenir la fundació per establir una producció aeronàutica i requeriments d'entrenament emprats durant la guerra, i el concepte d'una ofensiva de bombardeig estratègic contra Alemanya esdevingué la política del govern americà, d'acord amb la política estratègica establerta a Rainbow 5, com l'únic mitjà disponible per fer la guerra a Alemanya.
L'agost de 1942 Rossevelt demanà una revisió dels requeriments aeris proposats. El 6 de setembre de 1942 es presentà l'AWPD-42, i tot i que mai no va ser acceptat per la Marina, les seves estimacions revisades (amb més del doble dels requeriments de prop de 150.000 avions de tota mena, incloent els destinats a la Marina i a l'exportació als Aliats) guiaren l'administració Roosevelt el 1943. l'estimació posteriorment es reduí a 127.000, dels quals 80.000 eren avions de combat.
Com el seu predecessor, l'AWPD-42 es recolzava en un pla estratègic pel bombardeig diürn d'Alemanya per bombarders pesats, però també incloïa un pla semblant pel Japó. Desafortunadament els B-17 del comandament de bombarders de la 8à Força Aèria només havien realitzat 6 missions quan l'AWPD-42 va presentar-se, i l'anterior error fet al AWPD-1 de no donar atenció a la necessitat i viabilitat de caces de gran radi d'acció va repetir-se.
Ambdós plans reclamaven la destrucció de la Luftwaffe com a requeriment necessari abans de llançar la campanya prioritària contra els objectius econòmics. L'AWPD-1 establí 4 grups d'objectius prioritaris: producció d'energia elèctrica, transport interior, producció petroliera i Berlín, mentre que l'AWPD-2 revisà les seves prioritats, situant les instal·lacions dels U-Boats en primer lloc, seguits pels transports, la producció elèctrica, la petroliera i, finalment, la de cautxú.

### Resum d'operacions
L'Oficina d'Estudis Històrics de la Força Aèira resumeix l'execució de l'estratègia de la USAAF durant la II Guerra Mundial:

"L'Estat Major d'Arnold va convertir la primera prioritat de la guerra llançar una ofensiva de bombardeig estratègic conjuntament amb la RAF contra Alemanya. La Vuitena Força Aèria, enviada a Anglaterra el 1942, va encarregar-se d'aquella tasca. Després d'un esforç lent i costós per portar-ho a terme, el 1944 s'uní la Quinzena Força Aèria estacionada a Itàlia, i el bombardeig estratègic començà a donar resultats finalment i, al final de la guerra, l'economia alemanya havia estat dispersada i reduïda a runes. 
Les forces aèries tàctiques van donar suport a les forces de terra als teatres de la Mediterrània i Europeu, on l'enemic va trobar-se en una frustració constant davant la supremacia aèria aliada. A la guerra contra el Japó, el general Douglas MacArthur va avançar per Nova Guinea mitjançant una estratègia de salts de granota i usant forces amfíbies per crear noves bases. Les AAF donarn suport als portaavions de l'almirall Chester Nimitz en els seus avanços illa a illa a través del Pacífic Central i assistí a les forces aliades a Birmània i Xina. 
Arnold controlà directament la Vintena Força Aèria, equipada amb els nous B-29 Superfortresses de llarg abast emprats per bombardejar les illes japoneses, primer des de la Xina i després des de les Marianes. Destruït per les atacs de foc, Japó estava tan afeblit a l'agost de 1945 que Arnold creia que no serien necessàries ni la bomba atòmica ni la projectada invasió per guanyar la guerra. El fet que els B-29 de la AAF llancessin bombes atòmiques sobre Hiroshima i Nagasaki, però, demostrà el que el poder aeri podria fer en el futur. L'Enquesta del Bombardeig Estratègic donà arguments als caps de la AAF als debats de postguerra sobre la unificació de les forces armades i l'estratègia nacional." 

### Resum estadístic de la USAAF a la II Guerra Mundial
Les Forces Aèries de l'Exèrcit dels Estats Units patiren el 12% de les 936.000 baixes en combat de l'Exèrcit durant la II Guerra Mundial. 88.119 aviadors van morir en servei. 52.173 van ser baixes en combat: 45.520 morts en acció, 1.140 van morir de les seves ferides, 3.603 van desaparèixer en acció i se'ls declarà morts, i 1.910 van ser morts no hostils. Dels serveis militar i naval, només les Forces Terrestres van patir més baixes de batalla. 35.946 morts fora de batalla incloïen 25.844 morts en accidents d'aviació, més de la meitat van ser als Estats Units. 63.209 membres de la USAAF van ser baixes alienes a les batalles. 18.364 van ser ferits en acció i requeriren evacuació mèdica, i 41.057 esdevingueren presoners de guerra. Les seves baixes van ser el 5,1% de la seva força, comparats amb el 10% de la resta de l'Exèrcit.
El total d'avions perduts per la USAAF entre desembre de 1941 i agost de 1945 van ser 65.164, amb 43.581 perduts a ultramar i 21.583 als Estats Units. Les pèrdues de combat van ser de 22.948 a tot el món, amb 18.418 perduts contra Alemanya i 4.530 perduts en combat al Pacífic. La USAAF reclamà que les seves pròpies forces havien destruït un total de 40.259 avions de diverses nacions per tots els mitjans, 29.916 contra Alemanya i els seus aliats i 10.343 al Pacífic.
La factura de la guerra per a la USAAF ascendí a aproximadament $50.000 milions, o un 30% del cost del Departament de Guerra, amb unes despeses en efectiu de crèdits directes entre juliol de 1942 i agost de 1945 sumant $35.185.548.000.
El total de sortides de la AAF durant la II Guerra Mundial van ser 2.352.800, amb 1.693.565 a Europa (i zones circumdants) i 669.235 al Pacífic i a l'Extrem Orient.
36 membres de les AAF van rebre la Medalla d'Honor per accions realitzades durant missions aèries, 22 d'elles pòstumament. Dos més van ser atorgades, una a títol pòstum, a oficials de la AAF destinats a la Western Task Force durant l'operació Torxa.

### Desmobilització i independència de la Força Aèria
Amb la derrota del Japó, tot l'establiment militar nord-americà inicià una desmobilització dràstica, tal com havia succeït al final de la I Guerra Mundial. The USAAF was hit as hard or harder as the older services by demobilization. Els oficials i membres van ser llicenciats, les instal·lacions van tancar-se i els avions van ser venuts o emmagatzemats. Entre agost de 1945 i abril de 1946 la seva força va caure de 2,25 milions d'homes a només 485.000, i un any després a 304.000. L'inventari d'avions va caure de 79.000 a menys de 30.000, molts d'ells emmagatzemats. Les instal·lacions permanents van reduir-se de 783 a 177, només 21 més que a la preguerra.

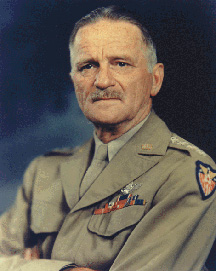
El General Carl A. Spaatz

El juliol del 1946, les Forces Aèries de l'Exèrcit només disposaven de 2 grups de combat disponibles dels 52 que existien a la llista d'unitats aèries. S'havia previs una força aèria reconstruïda de 70 grups (la força autoritzada pel temps de pau), amb les forces de reserva i de la Guàrdia Nacional que estiguessin disposables pel servei actiu en cas d'emergència. Malgrat això, va haver una oposició considerable per a un gran exèrcit durant temps de pau, i especialment pel cost econòmic que tindria una força així, resultant en una retallada d'un màxim de 48 grups.
Al febrer de 1946, la malaltia forçà al retir al general Arnold, abans que pogués assolir el seu objectiu d'assolir la independència de la Força Aèria com un servei igual al costat de l'Exèrcit i la Marina. El General Carl A. Spaatz substituí a Arnold com a únic comandant general de la USAAF, supervisant tant la desmobilització de la major força aèria de la història i el seu renaixement com havien previst els generals Billy Mitchell i Arnold.
Arnold deixà la USAAF amb dos llegats importants, basats en les seves experiències a la II Guerra Mundial, reorganitzant la USAAF de la postguerra i la seva successora independent. El primer era el requisit que l'estat major de comandament havia d'incloure oficials d'estat major de diferents experts, a més dels pilots. El segon era la creença que malgrat l'èxit dels mètodes d'entrenament que havien expandit les Forces Aèries, els Estats Units no tornarien a tenir de nou temps per mobilitzar i entrenar els reservistes com havien tingut el 1940, necessitant que els reservistes i els membres de la Guàrdia Nacional estiguessin immediatament disponibles pel servei en cas d'una emergència nacional.
Pel seu costat, Spaatz tingué moltes trobades amb el nou Cap de l'Estat Major de l'Exèrcit, el General Dwight D. Eisenhower, reorganitzant la USAAF en 3 grans comandaments (Comandament Estratègic Aeri, Comandament Tàctic Aeri i Comandament de Defensa Aèria) que no requeririen una segona reestructuració un cop la Força Aèria esdevingués independent. També reestructurà els reservistes per ajustar-los d'acord amb els conceptes d'Arnold, incloent la creació d'una Guàrdia Nacional Aèria a l'abril de 1946.
Després de l'immens creixement en infraestructura aèria i en personal durant la guerra, i en reconeixement de la tremenda nova importància i força del poder aeri, el Congrés, d'acord amb la recomanació del President Harry S. Truman, creà el Departament de la Força Aèria el 1947. aquesta legislació creà la Força Aèria dels Estats Units, una branca completament separada dins la militària dels Estats Units. La transferència de personal i actius va ser efectuada per l'Ordre de Transferència 1, Oficina del Secretari de Defensa, del 26 de setembre de 1947, implementant les previsions de reorganització l'Acta de Seguretat Nacional de 1947, abolint les Forces Aèries de l'Exèrcit.
El disseny inicial dels rols de servei, Ordre Executiva 9877, va ser substituït el 21 d'abril de 1948, en aprovar el President Truman l'Acord Key West, que esbossava els actius aeris que es permetria mantenir a cada servei. La Força Aèria va rebre el gruix dels avions estratègics, tàctics i de transports, però la qüestió va seguir sent divisiva fins a la dècada de 1950.

## Cultura de les Forces Aèries de l'Exèrcit

### Uniformes de la USAAF

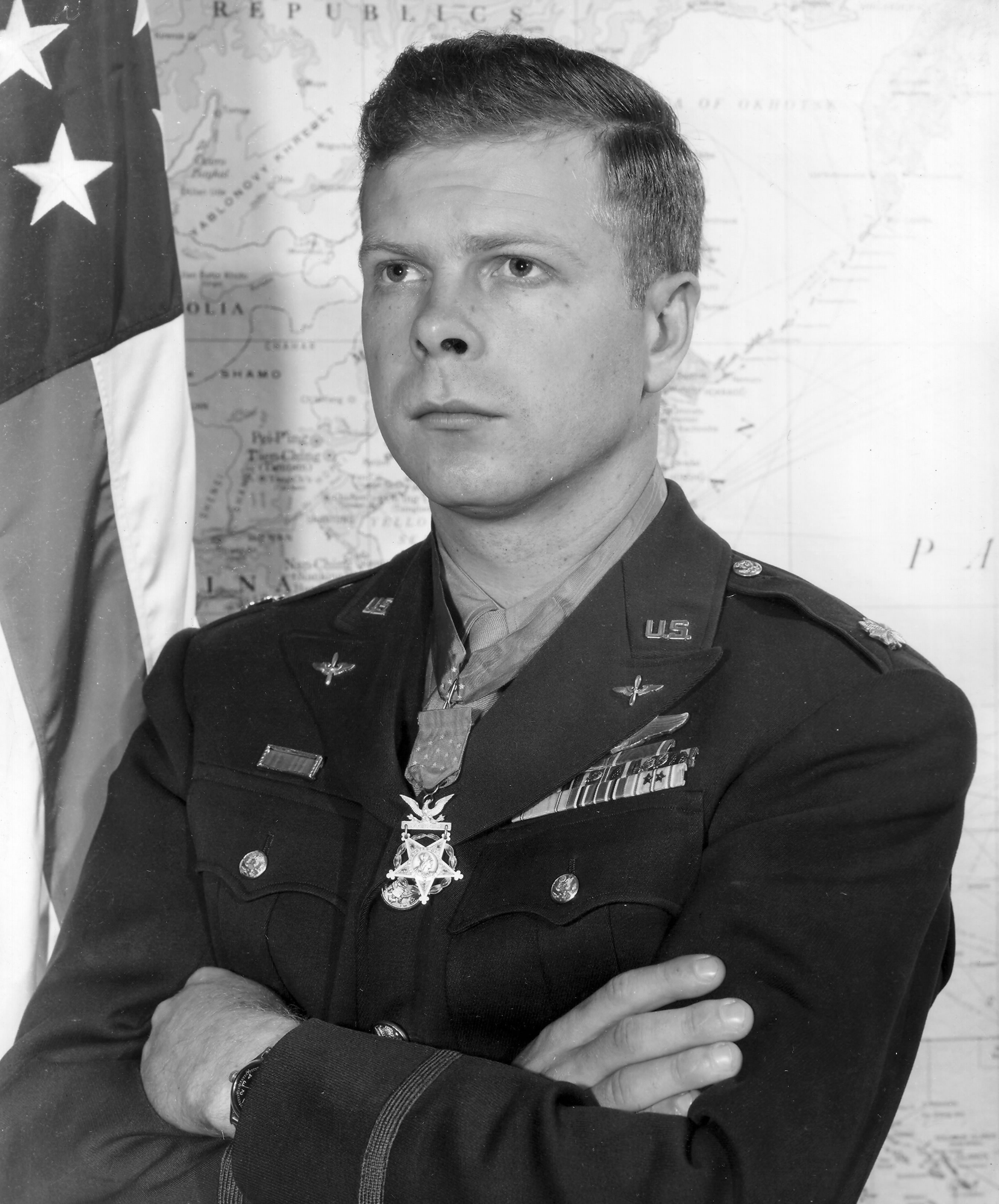
El major Richard Bong amb l'uniforme de servei per a oficials

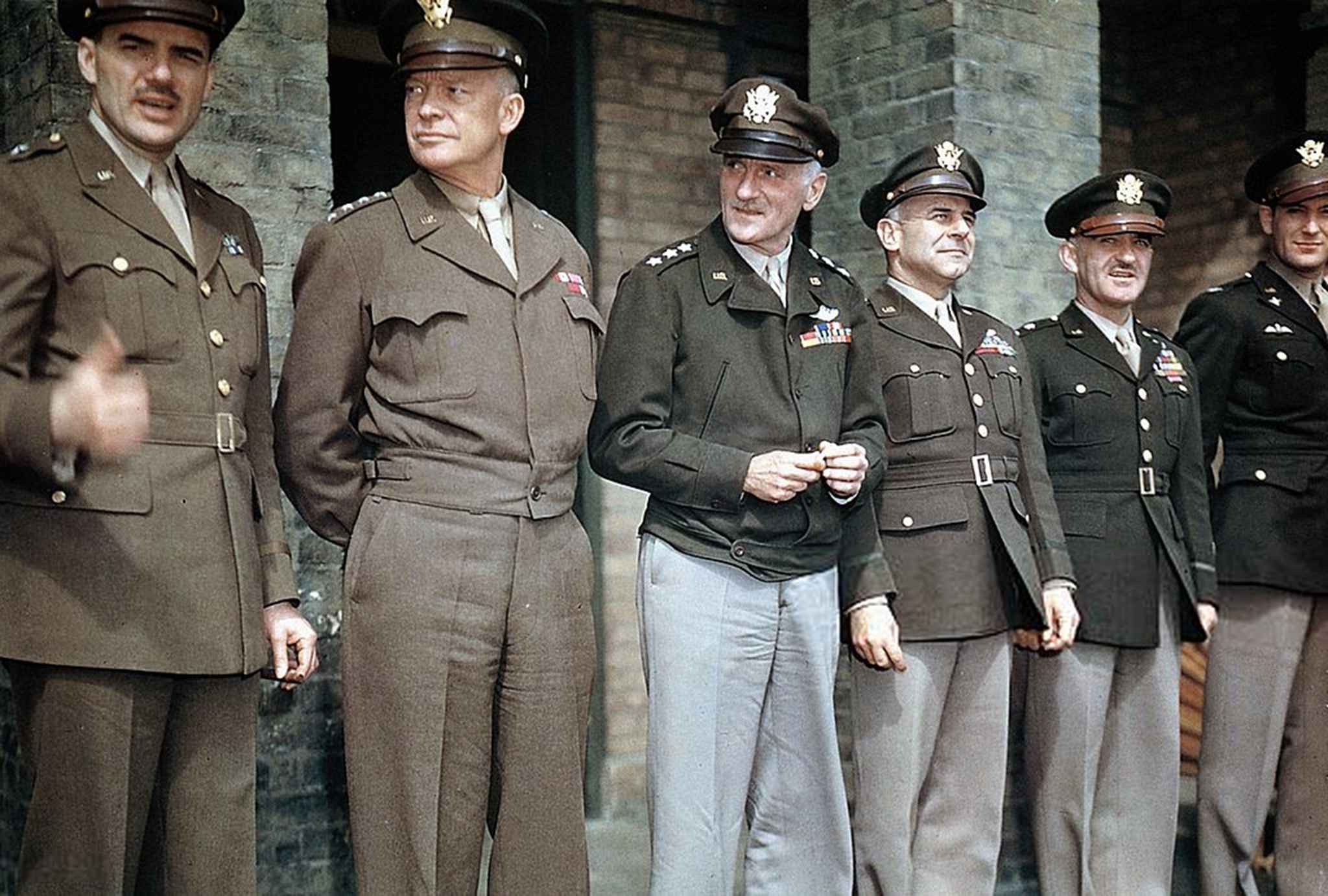
Cerimònia de condecoracions, abril de 1944, on apareixen diverses tonalitats del caqui.

#### Uniforme de servei
L'uniforme de la USAAF per a tots els membres consistia en uniforme de servei d'hivern, de sarja de llana caqui fosc, i uniforme d'estiu de cotó en caqui clar, igual que la resta de serveis de l'exèrcit americà. Remarquem que a les forces armades estatunidenques el caqui fosc era anomenat oficialment olive drab, mentre que kakhi es reservava per al caqui clar. A més dels uniformes de servei hi havia una sèrie d'uniformes de feineig i de vol. Els uniformes de servei d'estiu i hivern es portaven tot l'any als Estats Units continentals. Durant la Segona Guerra Mundial Europa es considerà una zona de clima temperat, mentre que el Pacífic era considerat com a zona d'uniforme tropical.
L'uniforme de tropa d'hivern, de sarja de llana caqui, consistia en guerrera de quatre butxaques i pantalons. La camisa, amb dues butxaques de manxa i sense muscleres, era, bé de cotó caqui clar, bé de sarja caqui fosc. Ambdues podien dur-se indistintament sota la guerrera caqui; emperò, la camisa de cotó no es podia dur com a peça exterior conjuntament amb el pantaló de llana. La corbata d'hivern era de llana negra, i la d'estiu de cotó caqui clar. Al febrer de 1942 s'autoritzà una corbata universal de llana de moaré caqui per a ambdós uniformes. En climes freds es portava un capot de llana caqui fosc. L'uniforme d'estiu per a classes de tropa consistia en la mateixa camisa de cotó caqui clar amb pantalons a joc; la guerrera d'aquest uniforme deixà d'usar-se ja a la dècada de 1930. Quan la camisa es duia com a peça exterior, la corbata anava ficada entre el segon i el tercer botó de la camisa.
L'uniforme d'hivern per a oficials consistia en guerrera caqui fosc, de llana de major qualitat, cenyida amb cinturó, que rebia el nom de greens ('verds'). Els oficials podien dur pantalons del mateix color i teixit que el capot, o bé dur-ne altres del mateix teixit però de to més clar, anomenats pinks ('rosats'), la qual cosa feia que la combinació d'ambdós rebés el nom de pinks and greens ('roses i verds'). Els oficials també estaven autoritzats a usar l'uniforme de sarja caqui, més burd, exceptuant-ne la guerrera de servei de tropa de quatre butxaques, mentre no el mesclessin amb peces d'altres tons. També eren reglamentaris per a l'oficialitat un capot caqui i un impermeable gris fosc. Els oficials duien les mateixes camises que la tropa, en cotó caqui clar o en llana caqui fosc, només que afegint-hi muscleres. També tenien més opcions de color i teixit en caqui.
Els oficials portaven corbata negra i caqui fins després de febrer de 1942, quan s'autoritzaren corbates caqui de mescla de cotó i llana. Habitualment, l'uniforme d'estiu per a oficials era iguals que el caqui clar de la classe de tropa, llevat que les camises duien muscleres. També s'autoritzava la combinació de pantaló de cotó i camisa de llana. Per a sortida, emperò, també tenien l'opció d'adquirir l'uniforme de servei d'estiu caqui clar, en fresca roba tropical. Aquest uniforme era de tall idèntic al d'hivern, excepte pel color i la roba, però s'hi ometia el cinturó de la guerrera d'hivern.
El personal estacionat a Europa, i a partir de 1944 als Estats Units, va ser autoritzat a dur la caçadora de llana (l'anomenada Ike jacket, estandarditzada com a caçadora M-1944), en lloc de la guerrera de l'uniforme de servei.
Les lligadures de l'uniforme de servei eren de dos tipus, semblants als d'ús a l'Exèrcit, en caqui fosc per a hivern i en caqui clar per a estiu. El casquet de caserna, habitualment anomenat flight cap ('casquet de vol') a les Forces Aèries, era reglamentari des de 1926 per a tots els graus, per a facilitar l'ús dels auriculars de la ràdio durant el vol. Els casquets de tropa anaven rivetats de taronja i blau marí; els oficials tècnics duien el viu en negre i plata; els oficials en negre i daurat; i els generals totalment daurat. La gorra de plat oval portava un reforç anomenat grommet ('ullet'), i abans de la Segona Guerra Mundial els reglaments permetien retirar-lo per a poder fer servir els auriculars. Aquest estil de transformar la gorra de plat en versió flexible es va fer molt popular durant la guerra, com a símbol de veterà de combat, i era coneguda com a gorra 50-mission crush ('esclafada de cinquanta missions'). La gorra de plat, però, no es distribuí a la classe de tropa a partir de 1942.
Els elements de pell, incloses les sabates, eren de color marró vermellós, color conegut a la USAAF com a Brown Shoe Air Force ('sabata marró de la Força Aèria'), després que la Força Aèria dels Estats Units esdevingué un servei separat.

#### Uniformes de servei femenins

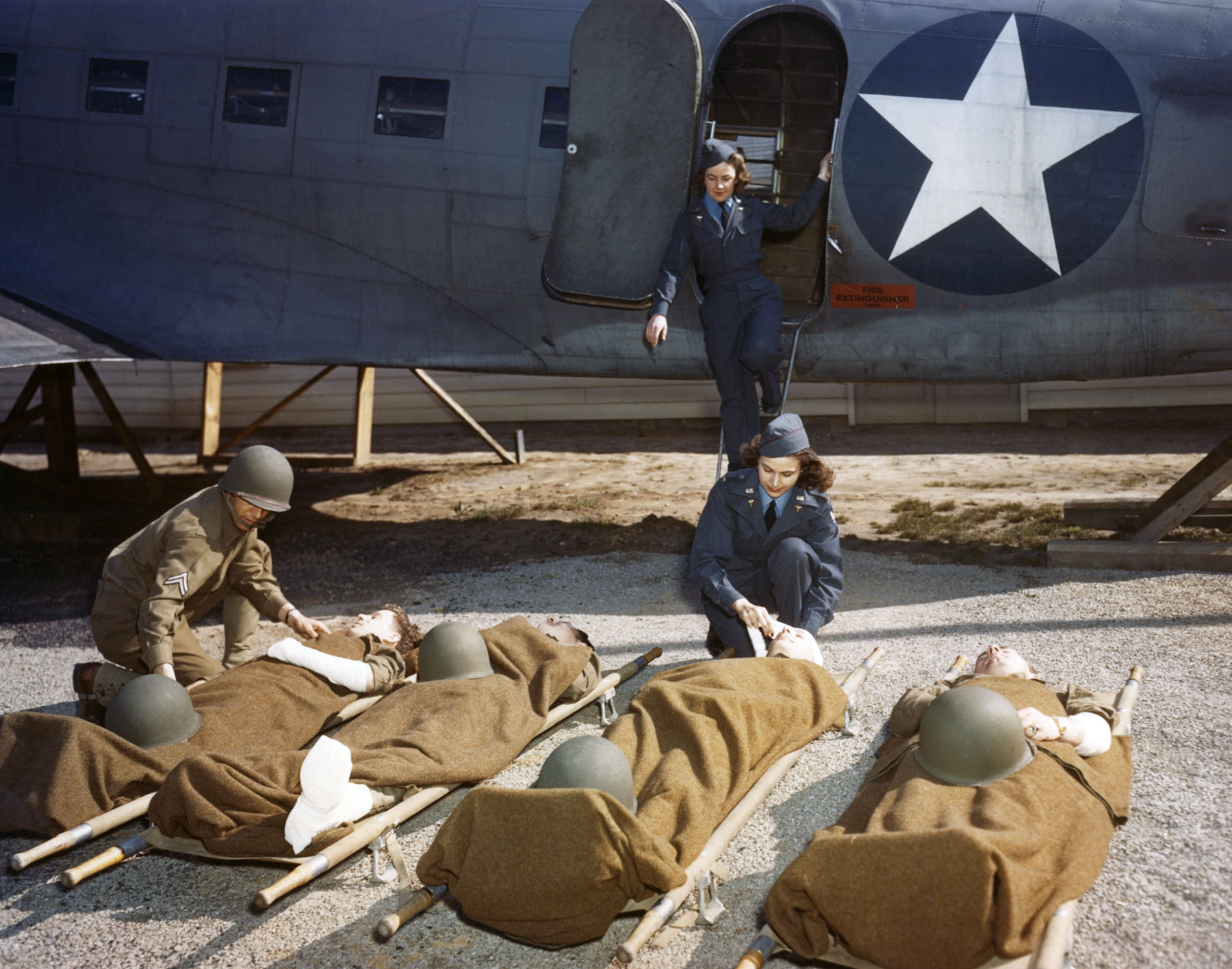
A l'Escola d'Evacuació Aèria de les AAF a Bowman Field, Ky, les infermeres aprenien com moure els pacients amb l'ajut d'un fuselatge de pega d'un transport Douglas C-47.

Els uniformes femenins eren els uniformes del Cos d'Infermeres de l'Exèrcit (ANC) i els del Cos Auxiliar Femení de l'Exèrcit (WAAC), que s'apropià de les insígnies de la USAAF. Posteriorment el Cos Femení de l'Exèrcit substituí les WAAC. Tot i que les organitzacions auxiliars femenines, com l'Esquadró Femení Auxiliar de Transport (WAFS) i el Servei de Pilots Femení de la Força Aèria (WASP) realitzaren un valuós servei com a pilots de la USAAF, només l'ANC i el WAC eren membres oficials de les forces armades.
Les infermeres de la USAAF vestien de blanc hospital, o, anteriorment al 1943, l'uniforme de servei d'hivern de l'ANC, consistent en gorra blau marí o en casquet de caserna amb viu marró, guerrera caqui amb viu marró als punys i botons or exèrcit, camisa blau cel o blanca, corbata negra, faldilla blau cel i sabates negres o blanques. L'uniforme de servei d'estiu de l'ANC consistia en un vestit semblant en beige amb viu marró a les muscleres i als punys, gorra ANC beige o casquet de caserna beix amb viu marró, camisa blanca i corbata negra. Durant la Segona Guerra Mundial l'uniforme de les primeres infermeres de vol consistia en caçadora battle dress de llana blava, pantalons a joc i casquet de caserna blau com el dels homes, amb viu marró. L'uniforme es completava amb camisa blanca o blau cel de l'ANC i corbata negra.
A partir de 1943 l'ANC adoptà uniformes de servei semblants als del nou WAAC. A la USAAF es coneixien com a "WACs aèries". L'uniforme de servei de la WAAC (després WAC) va anar evolucionant durant el transcurs de la guerra, però generalment consistia, tant a l'estiu com a l'hivern, en barret de model WAC o lligadura casernària femenina, caçadora (només d'hivern per a la tropa), corbata, faldilla, sabates de pell femenines i bossa de mà. També es duien versions femenines de la caçadora Ike de llana caqui, així com dels pantalons de servei. Els colors eren essencialment els mateixos que els dels equivalents masculins de la mateixa graduació, tot i que de roba diferent. També hi havia uniformes especials de sortida, d'estiu en beix i d'hivern en ocre. El nou uniforme caqui de les ANC era el mateix que el de les oficials del WAC, exceptuant-ne els models ANC de barret i de bossa de mà. L'uniforme de sortida era d'un model ANC diferent, en caqui o beix. Es conservà l'uniforme de servei d'estiu de l'ANC, beix, llevat que la corbata passà a ser marró. Durant la Segona Guerra Mundial l'exèrcit confeccionà uniformes de feineig femenins en verd sàlvia, juntament amb versions femenines de botes de campanya, guerreres-caçadora i roba de vol. Emperò, quan no es disposava de la versió femenina d'alguna peça, com succeïa sovint durant la guerra, se n'usaven les versions masculines.

#### Uniforme de vol
L'uniforme de vol varià àmpliament segons el teatre d'operacions i el tipus de missió. El 1928 el Cos Aeri rebé equipaments innovadors: granotes de vol, botes, casquets de vol de cuir, ulleres i guants; i almenys un estil, la caçadora d'aviador Tipus A-3, continuà en servei fins al 1944. Malgrat això, les caçadores d'aviador A-2, distribuïdes a partir del 1931, esdevingueren un dels símbols més coneguts de la USAAF. Confeccionades de pell marró amb folre de seda beix, les caçadores tenien coll girat, muscleres, cintura i punys teixits, tancament per cremallera i emblema d'unitat. Les caçadores de vol B-3 i B-6, els pantalons d'hivern A-3 i els casquets d'artiller B-2, peces, totes, de pell d'ovella marró, folrades i pesants, resultaren insuficients per a les temperatures extremament fredes de les missions a gran alçada en avions sense pressuritzar, i eren suplementades per peces escalfades elèctricament fabricades per General Electric. A més de la roba de vol dels homes, les infermeres de vol duien caçadores i pantalons de vol especials, lleugers i semipesants. No estava autoritzat l'ús de roba de vol, com la caçadora A-2, fora del camp o post, llevat que calgués per a combat. Segons el destí assignat, les tropes de l'AAF usaven els uniformes de feineig verd sàlvia i les guerreres-caçadora de popelín trenca-vent propis de les tropes terrestres de l'exèrcit.
Els uniformes de l'AAF estaven subjectes als Reglaments de l'Exèrcit, específicament l'AR 600-35 i l'AR 600-40, en què s'establia l'ús d'emblemes, distintius i insígnies sobre l'uniforme. La immensa varietat de tasques determinà que es fessin servir moltes variants artesanes dels emblemes autoritzats; aparegueren gran quantitat d'insígnies no autoritzades, sobretot a les unitats que combatien a l'estranger.

### Insígnies de la USAAF
Per denotar l'entrenament especial i les qualificacions requerides pels membres de la USAAF, s'autoritzaren les següents insígnies militars (conegudes de manera col·loquial al servei com a "ales") perquè fossin lluïdes pels membres de les Forces Aèries de l'Exèrcit durant la II Guerra Mundial:
- Insígnia d'Artiller Aeri
- Insígnia d'Observador
- Insígnia de Tripulant Aeri

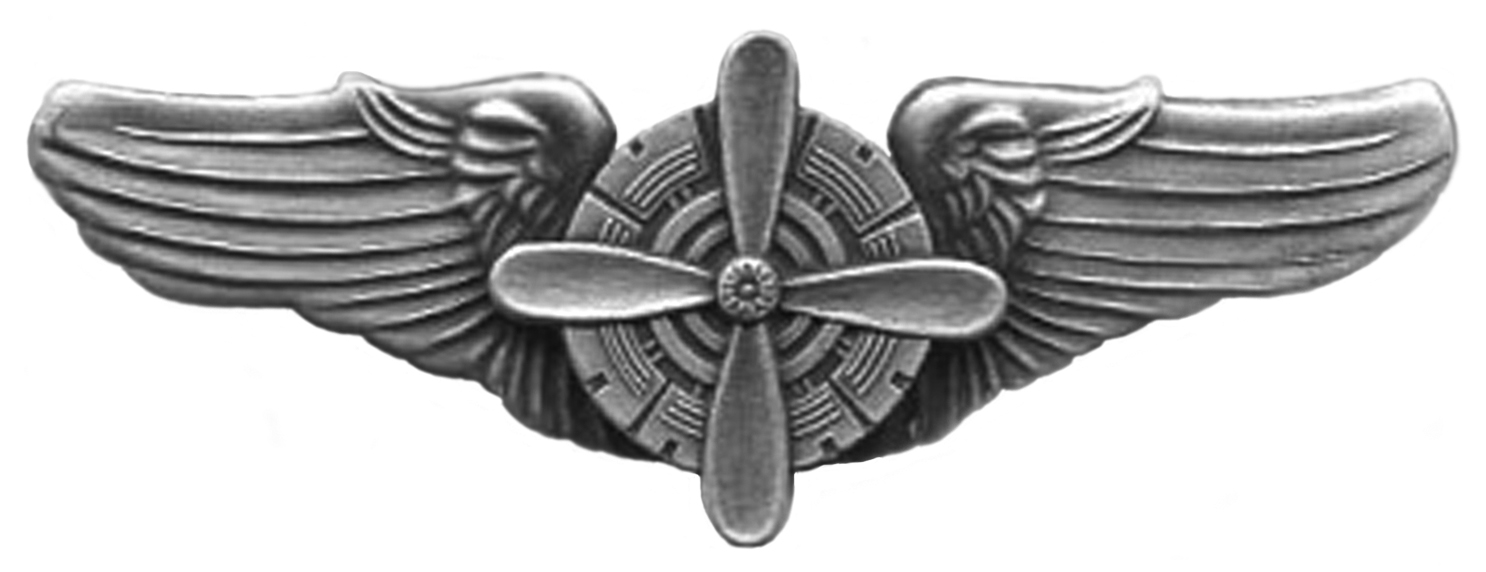
Insígnia d'Enginyer de Vol

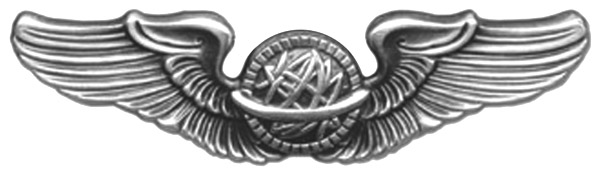
Insígnia de Navegant

- Insígnia de Tècnic de la Força Aèria de l'Exèrcit
- Insígnia d'Observador en Globus
- Insígnia de Pilot de Globus
- Insígnia de Bombarder
- Insígnia de Pilot Comandant
- Insígnia d'Enginyer de Vol
- Insígnia d'Instructor de Vol
- Insígnia d'Infermera de Vol
- Insígnia de Cirurgià de Vol
- Insígnia de Pilot de Planador
- Insígnia de Pilot d'Enllaç
- Insígnia de Navegant
- Insígnia de Pilot
- Insígnia de Pilot de Globus Sènior
- Insígnia de Pilot Sènior
- Insígnia de Pilot de Servei
- Insígnia d'Observador Tècnic
- Insígnia del Servei Femení de Pilots de la Força Aèria (WASP)

Aquestes insígnies de qualificació d'aviador feien uns 76mm (3 polzades), i es portaven sobre l'uniforme de servei, però havia una versió més petita de 50mm (2 polzades) per a roba més informals. La majoria eren fetes en plata de llei o tenien un acabat platejat. La majoria d'insígnies de la USAAF de la II Guerra Mundial esdevingueren obsoletes, sent modificades per dissenys posteriors, i van deixar d'estar autoritzades per portar a l'uniforme a partir de 1955.

### Escuts
La primera insígnia d'espatlla autoritzada pel Cos Aeri era el del Quarter General de la Força Aèria, aprovat el 20 de juliol de 1937. Aquesta insígnia, que consistia en una trisquela blava sobreposada en un cercle daurat va mantenir-se quan el GHQ Air Force esdevingué el Comandament de Combat de la Força Aèria el 20 de juny de 1941. La trisquela representava una hèlix estilitzada que simbolitzava les tres ales de combat del GHQ Air Force. El 23 de febrer de 1942, la insígnia va abandonar-se i s'aprovà la insígnia del AAF (l'escut "Hap Arnold"). La insígnia va ser dissenyada per un membre de l'estat major del General Arnold, James T. Rawls, i es basava en el senyal V de Victòria popularitzat per Winston Churchill.
El 2 de març de 1943 s'autoritzà que els membres de les forces aèries numerades a ultramar portessin la insígnia; i el 25 de juny s'autoritzà als membres de les forces aèries als Estats Units. Des de llavors, l'escut "Hap Arnold" només va ser lluït pel personal de les unitats que no pertanyien a una força aèria numerada. AR600-40, "Lluït sobre l'Uniforme de Servei", subseqüentment limità la insígnia a les 16 forces aèries. El Cos d'Intendència, responsable del disseny i del subministrament de les insígnies autoritzades, es resistí als nous dissenys de la AAF fins al 28 de juliol de 1945, quan s'autoritzaren per portar-les al damunt de la insígnia de la AAF.

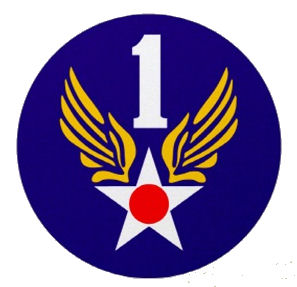
Primera Força Aèria Nord-est dels Estats Units (Zona de l'interior)
Segona Força Aèria Nord-oest dels Estats Units (Zona de l'interior)
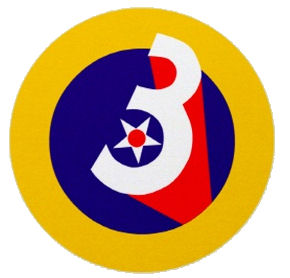
Tercera Força Aèria Sud-est dels Estats Units (Zona de l'interior)
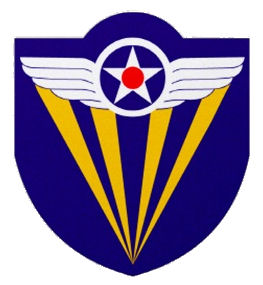
Quarta Força Aèria Sud-oest dels Estats Units (Zona de l'interior)
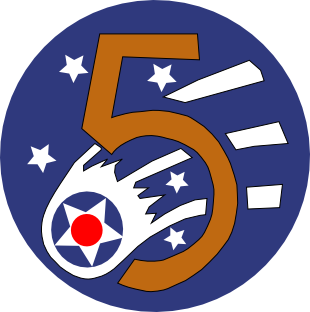
Cinquena Força Aèria Filipines Austràlia Sud-oest del Pacífic
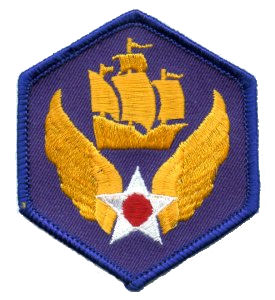
Sisena Força Aèria Illes del Carib Panamà Sud-amèrica
Setena Força Aèria Hawaii Pacífic Central
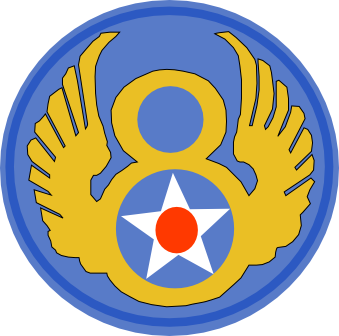
Vuitena Força Aèria Europa
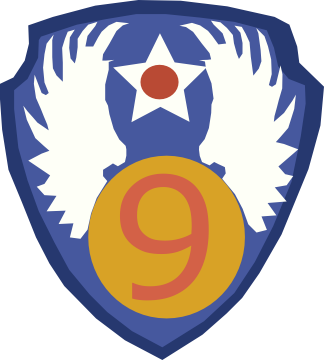
Novena Força Aèria Orient Mitjàt Nord d'Àfrica Europa
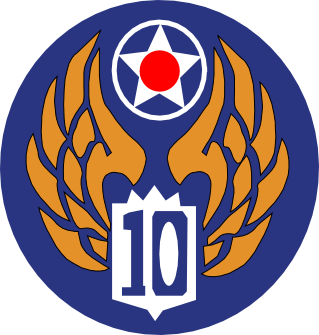
Desena Força Aèria Índia Birmània
Onzena Força Aèria Alaska
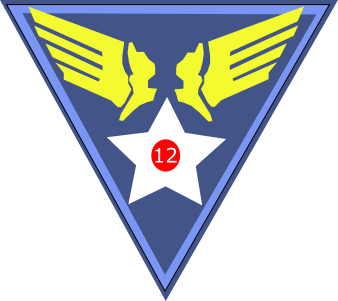
Dotzena Força Aèria Nord d'Àfrica Mediterrània
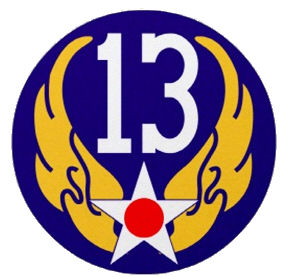
Tretzena Força Aèria Pacífic Sud
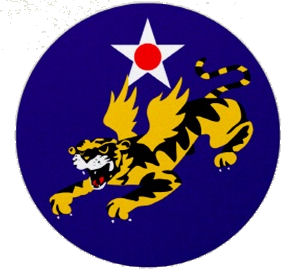
Catorcena Força Aèria Xina
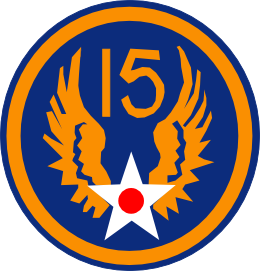
Quinzena Força Aèria Mediterrània
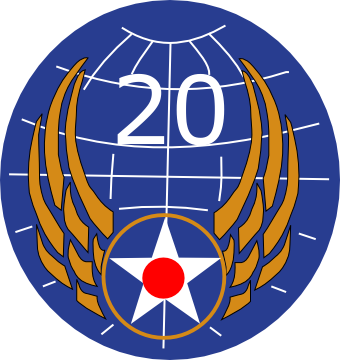
Vintena Força Aèria Índia/Xina Illes Marianes